# Basilika (kyrkorätt)
För andra betydelser, se basilika.

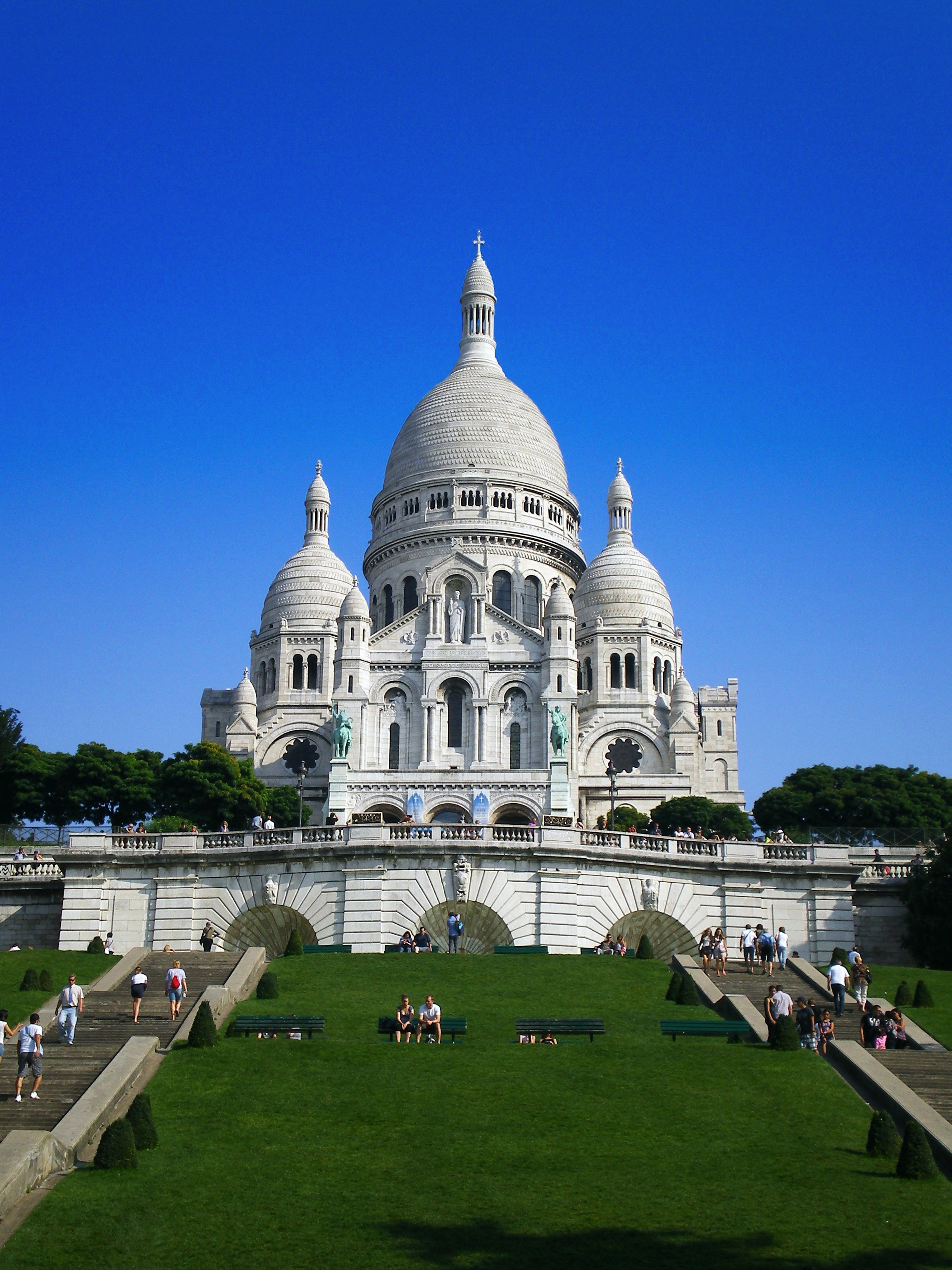
Kyrkan Sacré-Cœur kallas basilika sedan den byggdes efter ett påvligt beslut, men är inte en arkitektonisk basilika. Kyrkan byggdes 1875-1914 i Montmartre i Paris och invigdes 1919.

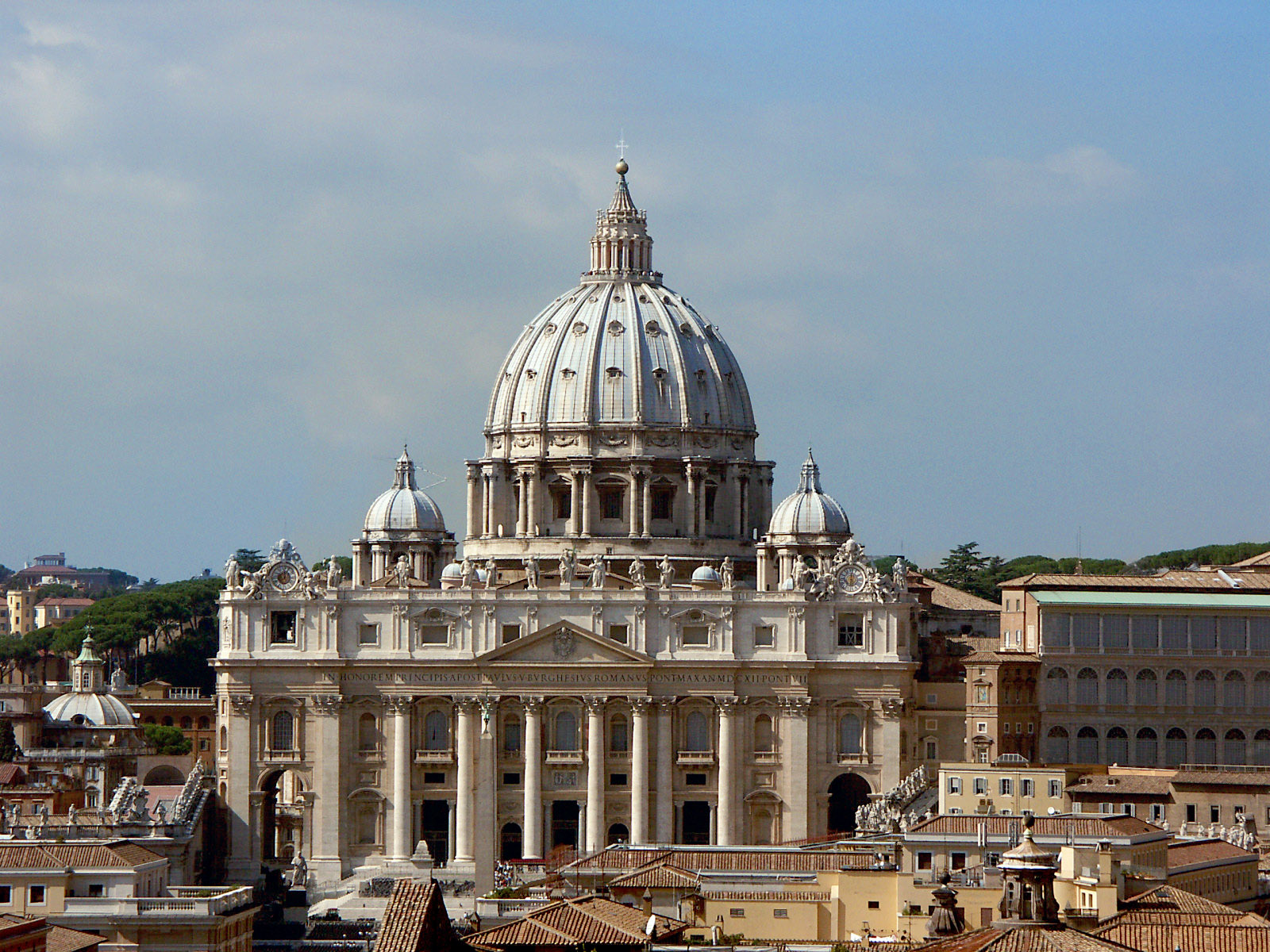
Peterskyrkan i Vatikanstaten i Rom (här sedd från Castel Sant'Angelo), är en av Romersk-katolska kyrkans viktigaste kyrkor och en av världens fyra så kallat ”större basilikor” (alla fyra i Rom). I arkitektonisk mening är den en centralkyrka utvidgad i väster med ett basilikalt långhus och är enligt flera beräkningar världens största kyrka.

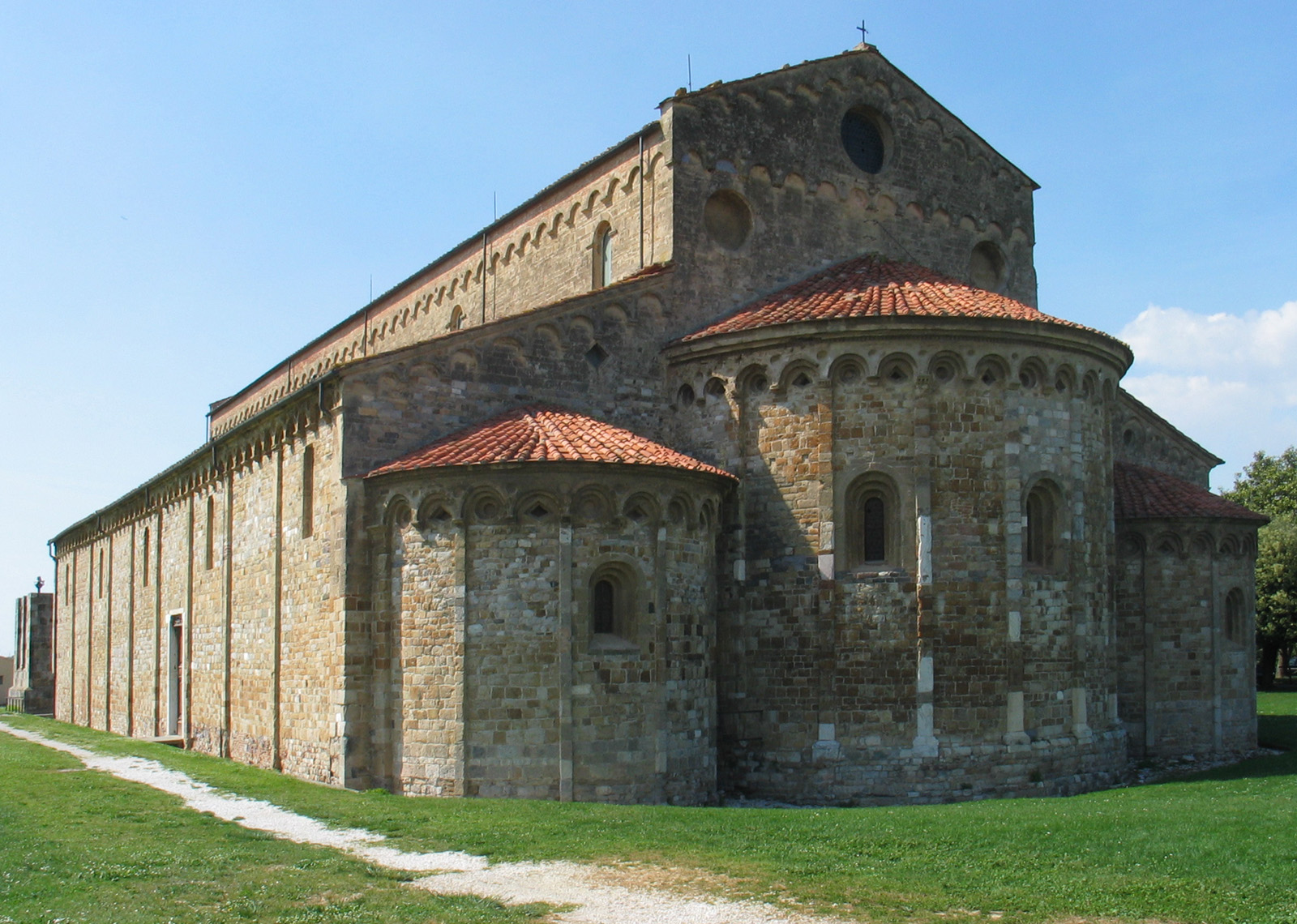
Basilica San Piero a Grado i utkanten av sydvästra Pisa, byggdes på 900-talet. Den har kallats basilika ända sedan den byggdes och blev pilgrimskyrka eftersom aposteln Petrus enligt legenden landsteg här när han först kom till Italien. Den är även byggd som en arkitektonisk basilika.

Basilika var benämningen på de gemensamma fornkristna kultrummen i romarriket. Ordet lever kvar inom den romersk-katolska kyrkan där det är en beteckning och hederstitel för kyrkor av särskilt hög rang.
Hederstiteln regleras i katolsk kyrkorätt och det är påven som beslutar om en kyrka ska upphöjas till basilika. En basilika har högre rang än andra kyrkor, men lägre rang än katedraler. Efter att kyrka (grekiska: kyriakon, latin: ecclesia) blivit det gängse ordet för en kyrkobyggnad blev basilika beteckningen för ett fåtal särskilt viktiga kyrkor nära påvens säte i Rom, för att därefter utvecklas till dagens hedersbenämning och på 2020-talet omfatta mer än 1800 kyrkobyggnader.
Ordet basilika avsåg ursprungligen en viss arkitektonisk utformning; en kyrkobyggnads arkitektur påverkar dock inte dess status och i princip kan alla kyrkobyggnader upphöjas till basilika oavsett utformning.
Många basilikor är betydande pilgrimsmål, då de uppförts runt en gravplats eller relikgömma (latin: confessio) dit troende katoliker vallfärdar för att tillbe. Vissa sådana pilgrimskyrkor tar emot miljoner besökare per år. Kyrkor kan också få status som basilika baserat på religiösa händelser som kopplas till platsen eller deras historiska eller geografiska betydelse.

## Bakgrund

### Etymologi och arkitektonisk bakgrund
Basilika kommer från grekiskans basileios, med betydelsen kunglig, och avser i byggnadssammanhang en ståtlig hall. Byggnadsformen hade även förebilder i det forntida Egypten. I det latintalande romarriket utvecklades ordet till basilica, och avsåg då en hallbyggnad kopplad till forum, använd för handel eller rättsskipning.
För att ge stora golvytor och goda ljusförhållanden kom en romersk basilika att få en särskild arkitektonisk form, genom att en rektangulär byggnad gavs ett mittskepp som var högre än sidoskeppen, och att en rad fönster placerades ovanför sidoskeppens tak.
När kristendomen blev statsreligion i Romerska riket på 300-talet e.Kr. användes till en början ofta enkla former av basilikor för den gemensamma kulten, och kom att utgöra fornkyrkans gudstjänstlokaler. Byggnadsformen har därefter fortsatt att utgöra en stomme för kyrkobyggnader inom den västliga kyrkan, ofta utvecklad med ett kor och tvärskepp.

### Historisk utveckling av begreppet
Så småningom utvecklades ett separat ord för gudstjänstlokaler, kyrka ur grekiskans kyriakon, med betydelsen "som hör till Herren" eller "Herrens hus". Benämningen basilika kom dock att kvarstå för sju kyrkobyggnader uppförda i Rom på 300- och 400-talen, som hade stark koppling till påven i hans egenskap av biskop av Rom:
- Peterskyrkan (även kallad Basilica di San Pietro in Vaticano)
- Laterankyrkan (San Giovanni in Laterano)
- Santa Maria Maggiore, San Paolo fuori le mura
- Santa Croce in Gerusalemme
- San Lorenzo fuori le Mura, och
- San Sebastiano fuori le Mura.[12]

Senare kom även andra betydelsefulla kyrkor att kallas basilika, och ordet utvecklades till ett begrepp eller en hedersbenämning, utan koppling till den arkitektoniska formen. Det gäller till exempel den gamla romanska kyrkan Basilica San Piero a Grado i utkanten av sydvästra Pisa, byggd på 900-talet. Den har kallats basilika ända sedan den byggdes och blev pilgrimskyrka eftersom aposteln Petrus enligt legenden landsteg i närheten.
Parallellt har det arkitektoniska begreppet basilika fortsatt att utgöra ett fristående formbegrepp för långsträckta flerskeppiga byggnader med ett högre mittskepp och överljus.

## Indelning av basilikor

### Huvudgrupper
Basilikor uppdelas eller rangordnas i två huvudgrupper:
- mindre basilika (latin: basilica minor)
- större basilika (latin: basilica maior)

I slutet av 2020 fanns 1 872 kyrkor över hela världen med titeln mindre basilika. Däremot finns endast fyra kyrkor som benämns större basilika. Alla fyra har bakgrund i 300- eller 400-talet, ligger i centrala Rom i Roms stift och är knutna till påvestolen.
Skillnaden mellan kategorierna större och mindre basilika verkar ha uppstått i början av 1700-talet. Det tidigaste dokumentet som registrerar användningen av termen basilica maior är från 1727.
Utöver dessa huvudgrupper finns även en indelning påvliga, patriarkala och pontifikala basilikor, som kan omfatta basilikor i båda huvudgrupperna. I vardagligt språkbruk kallas dock samtliga dessa kyrkor basilika.

### Privilegier

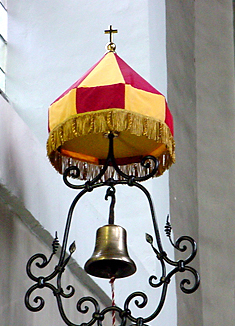
Tintinnabulum och umbraculum (det senare ett paraplyliknande solskydd förbehållet påven och som senare blev en symbol för påvens auktoritet). Sådana finns i en kyrka utsedd till basilika som ett tecken på dess status. Det är ett av de privilegier som ges till en basilika.

Med statusen som basilika följer vissa privilegier, som tilldelas kyrkan genom ett breve (påvlig kungörelse). Det innebär att kyrkan har ett visst företräde framför andra kyrkor och att kyrkan har rätt till ett umbraculum, samt rätt till en liten klocka kallad tintinnabulum. De bärs båda sida vid sida framför kyrkans präster i processioner i samband med kyrkans högtider. Kyrkans präster (dess kollegialpräster) har även privilegiet att bära en cappa magna vid kyrkans tideböner. En cappa magna är en extra stor korkåpa med släp som i viss mån liknar en mantel.
När det gäller de fyra större basilikorna i Rom (se nedan) är dessa "umbracula" gjorda av guldtyg och rött sammet, medan de i övriga basilikor är gjorda av gult och rött siden. Dessa båda färger förknippas traditionellt både med Roms biskopsstift och med staden Rom.

### Rangordning
De påvliga basilikorna inklusive alla fyra basilicæ maiores anses i rangordningen vara överordnade alla andra kyrkor. Därefter kommer i rangordningen de kyrkor som har titeln basilica minor, liksom även andra viktiga kyrkor som inte är basilika, såsom katedraler för primater, ärkebiskopar (metropoliter) och biskopar, samt kollegiatstiftskyrkor och klosterkyrkor med mera.[källa behövs] En basilika i ett biskopsstift är också alltid underordnad katedralen i samma stift. De senare behöver alltså inte vara basilica minor för att ändå ha en hög status som kyrka, men ibland kan en kyrka vara både basilika och katedral samtidigt, vilket då syns i kyrkobyggnadens officiella namn. Även många kyrkor som inte är katedraler kan vara basilica minor.[källa behövs]

## Större basilikor och påvliga basilikor

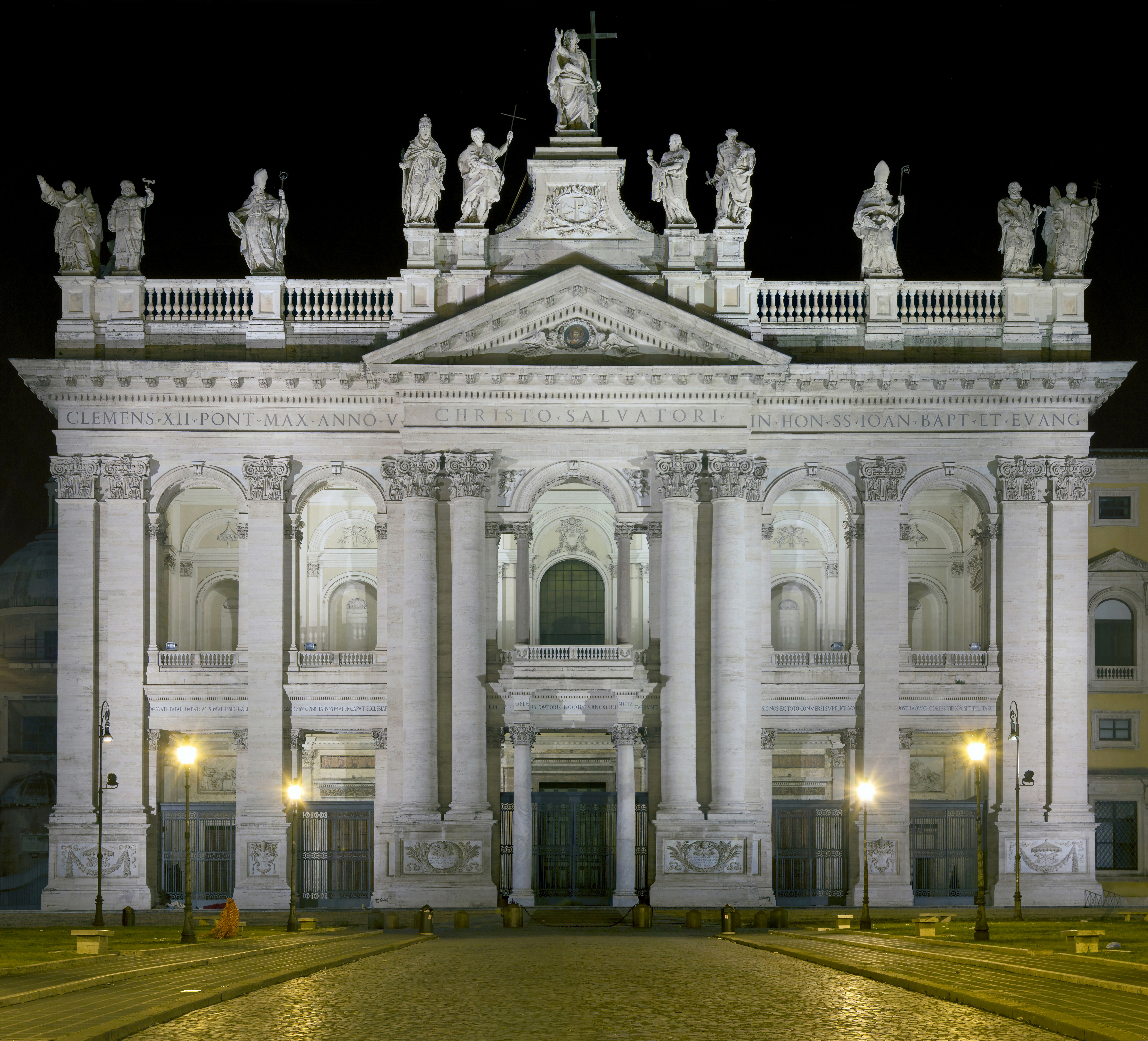
Lateranbasilikan
41°53′09″N 12°30′22″Ö / 41.88583°N 12.50611°Ö
Peterskyrkan
41°54′8″N 12°27′12″Ö / 41.90222°N 12.45333°Ö
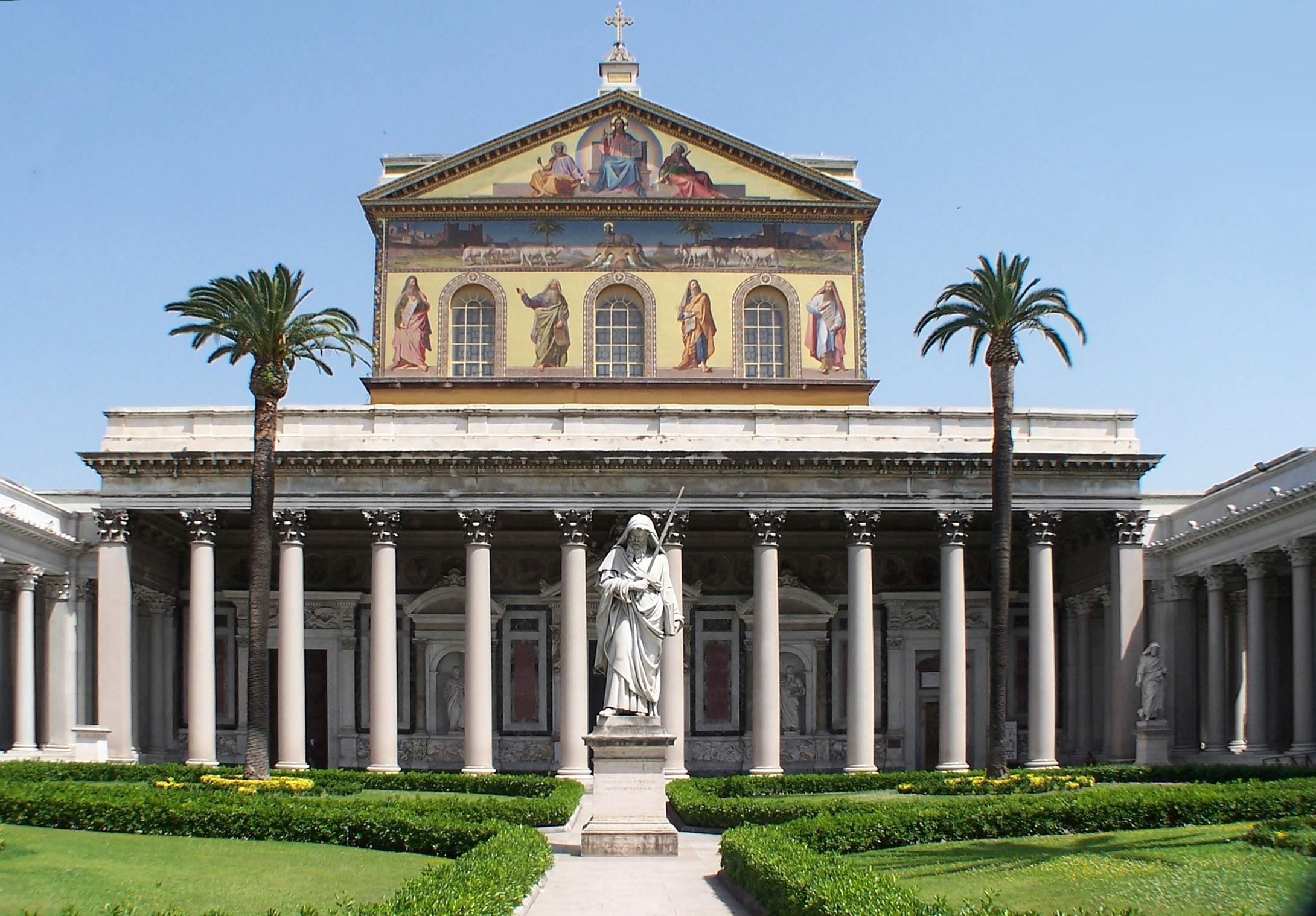
San Paolo fuori le Mura
41°51′31″N 12°28′38″Ö / 41.85861°N 12.47722°Ö
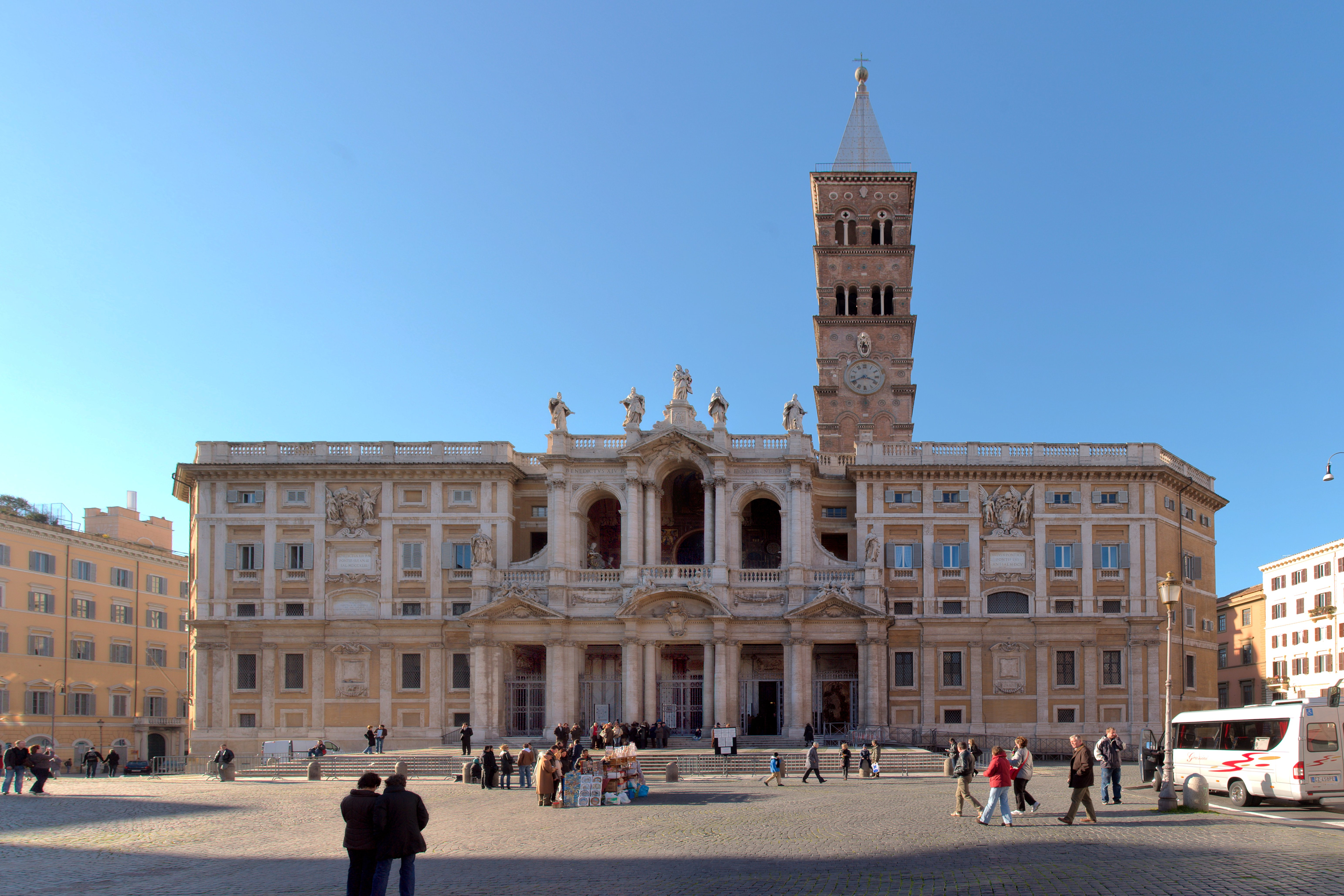
Santa Maria Maggiore
41°53′51″N 12°29′55″Ö / 41.89750°N 12.49861°Ö

Utmärkande för de fyra större basilikorna basilicæ maiores i Rom är att de har en speciell helig dörr (porta santa). Den får bara öppnas vid speciella tillfällen som till exempel vid påvens besök under ett katolskt jubelår (jubileumsår eller heligt år). Endast dessa fyra basilikor får ha adjektivet sacrosancta (istället för benämningen sankt) i den officiella benämningen på sina kyrkor.
De fyra större basilikorna är:
- Lateranbasilikan, som är katedralen i Roms stift, påvens katedral såsom biskop av Rom. Den är även katedral för kardinalvikarien. Enligt katolska kyrkans tradition anses den vara världens främsta kyrka såsom världens moderkyrka (ursprunglig kyrka). Den är den enda kyrkan i världen som kallas "ärkebasilika".
- Peterskyrkan, som är Vatikanens och Vatikanstatens huvudkyrka och basilika. Den är ett stort vallfärdsmål, byggd över aposteln Petrus gravplats.
- Basilikan San Paolo fuori le Mura (”Basilikan Sankt Paulus utanför murarna”), som ligger vid vägen mot hamnstaden Ostia åt sydväst från centrala Rom. Den är byggd över begravningsplatsen för aposteln Paulus.
- Basilica di Santa Maria Maggiore, som enligt traditionen grundades av påven Liberius efter en uppenbarelse. Den är den största Mariakyrkan i Rom och är alltså tillägnad jungfru Maria.[6][5]

### Patriarkala basilikor
De fyra större basilikorna, plus en mindre basilika, nämligen San Lorenzo fuori le Mura, alla fem i Rom, kallades före 2006 "patriarkala basilikor", eftersom de associerades med de fem forntida kristna patriarkaten (se pentarki). När påven Benedictus XVI avsade sig titeln Västerlandets patriark år 2006 fick dessa basilikor byta namn från "patriarkala basilikor" till "påvliga basilikor" (se under nästa rubrik).
Basilikorna associerades med följande patriarker:
- Lateranbasilikan associerades med påven såsom biskop av Rom och såsom Västerlandets patriark.
- Peterskyrkan associerades med patriarken av Konstantinopel.
- Basilikan San Paolo fuori le Mura associerades med patriarken av Alexandria.
- Basilica di Santa Maria Maggiore associerades med patriarken av Antiokia.
- San Lorenzo fuori le Mura associerades med patriarken av Jerusalem.[6][15]

I teorin skulle respektive patriarker kunna använda lokaler vid respektive kyrka för sitt boende om de befann sig i Rom. Men det anses nu som rent historiskt och obsolet. I vissa fall innehar mer än en patriark samma patriarktitel. Främst gäller det att det finns flera patriarker av Antiokia inom olika kristna kyrkor.
Även två kyrkor i Assisi hade tidigare distinktionen som patriarkala basilikor, bland de få med denna distinktion utanför Rom. Se mer om dem i nästa avsnitt.

### Påvliga basilikor
Numera kallas de patriarkala basilikorna istället påvliga basilikor. De är sammanlagt sju stycken kyrkor och gäller alltså de omnämnda fem tidigare patriarkala basilikorna i Rom plus två ytterligare basilikor i Assisi (som samtidigt är mindre basilikor, se mer under rubriken ”Påvliga mindre basilikor” nedan). De båda kyrkorna i Assisi är förknippade med helgonet Franciskus av Assisi och är belägna i och i närheten av hans hemstad. Arkitektoniskt är den påvliga basilikan Sankt Franciskus basilika en enskeppig salkyrka med sidokapell och utan lägre sidoskepp (och är alltså inte en arkitektonisk basilika).
Påvliga basilikor har en påvlig tron och ett påvligt högaltare, där ingen får fira mässa utan efter påvens tillstånd.

## Mindre basilikor
År 1783 fick för första gången en kyrka titeln mindre basilika och det var kyrkan San Nicola di Tolentino. Om kyrkobyggnader har benämnts basilika tidigare än så kallas de även "basilika sedan urminnes tider" (och klassificeras sedan dess som mindre basilikor om det inte avser de fyra större basilikorna i Rom). De är som nämnts sammanlagt minst 1870 stycken runt om i världen i katolska länder.
Det var dock inte förrän 1917 som katolsk kanonisk lag officiellt och rättsligt erkände denna gamla sed att vissa kyrkor kallades basilika sedan urminnes tider utan att påven först hade beslutat om det. Denna praxis blev då alltså officiellt erkänd.

### Påvliga mindre basilikor
De tre tidigare omnämnda påvliga basilikor som är mindre basilikor (och inte större basilikor), kallas ofta påvliga mindre basilikor. De är alltså som omnämnts ovan om de påvliga basilikorna följande: basilikan San Lorenzo fuori le Mura i Rom, samt de två omnämnda basilikorna i Assisi.

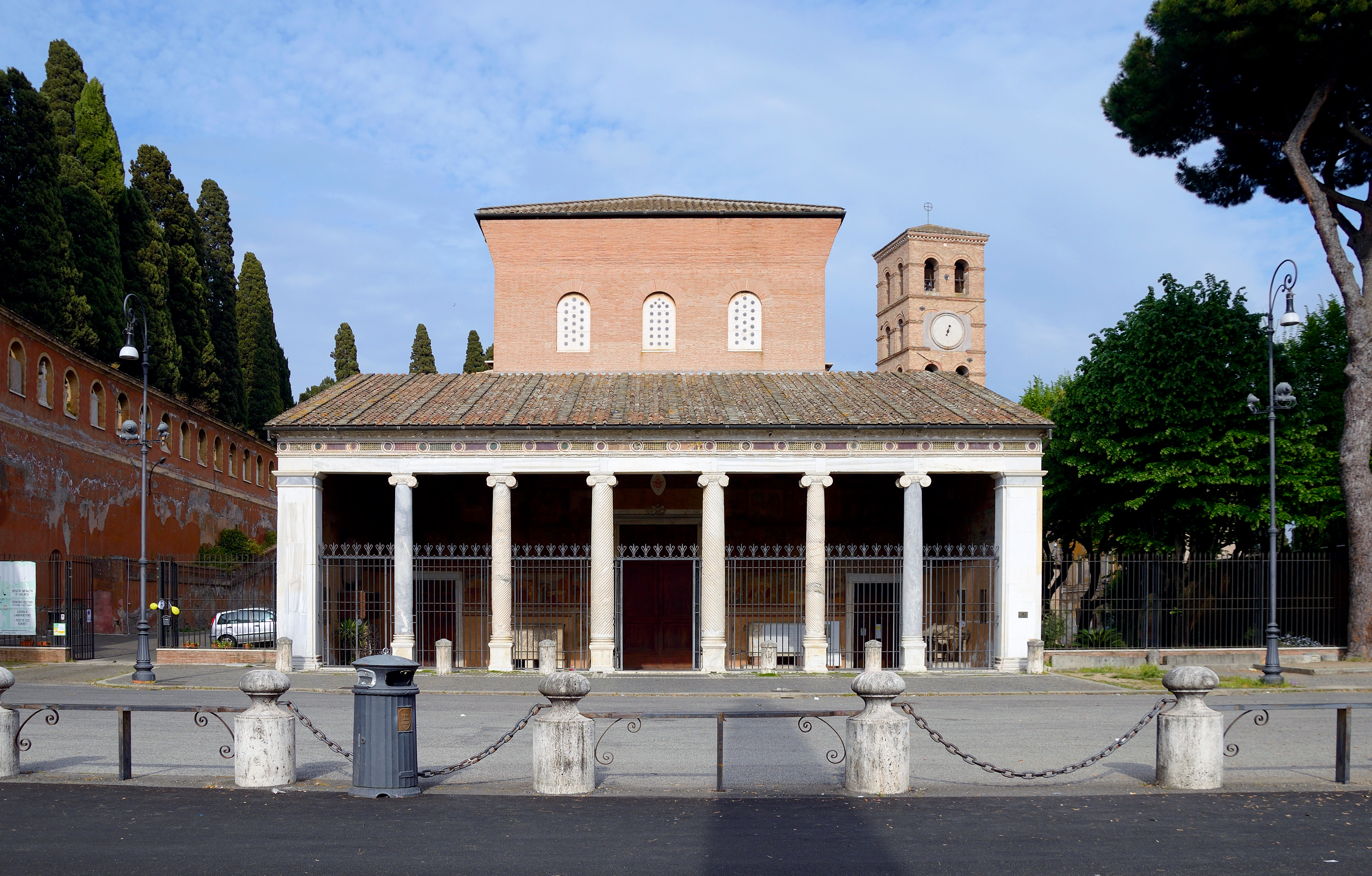
San Lorenzo fuori le Mura i Rom
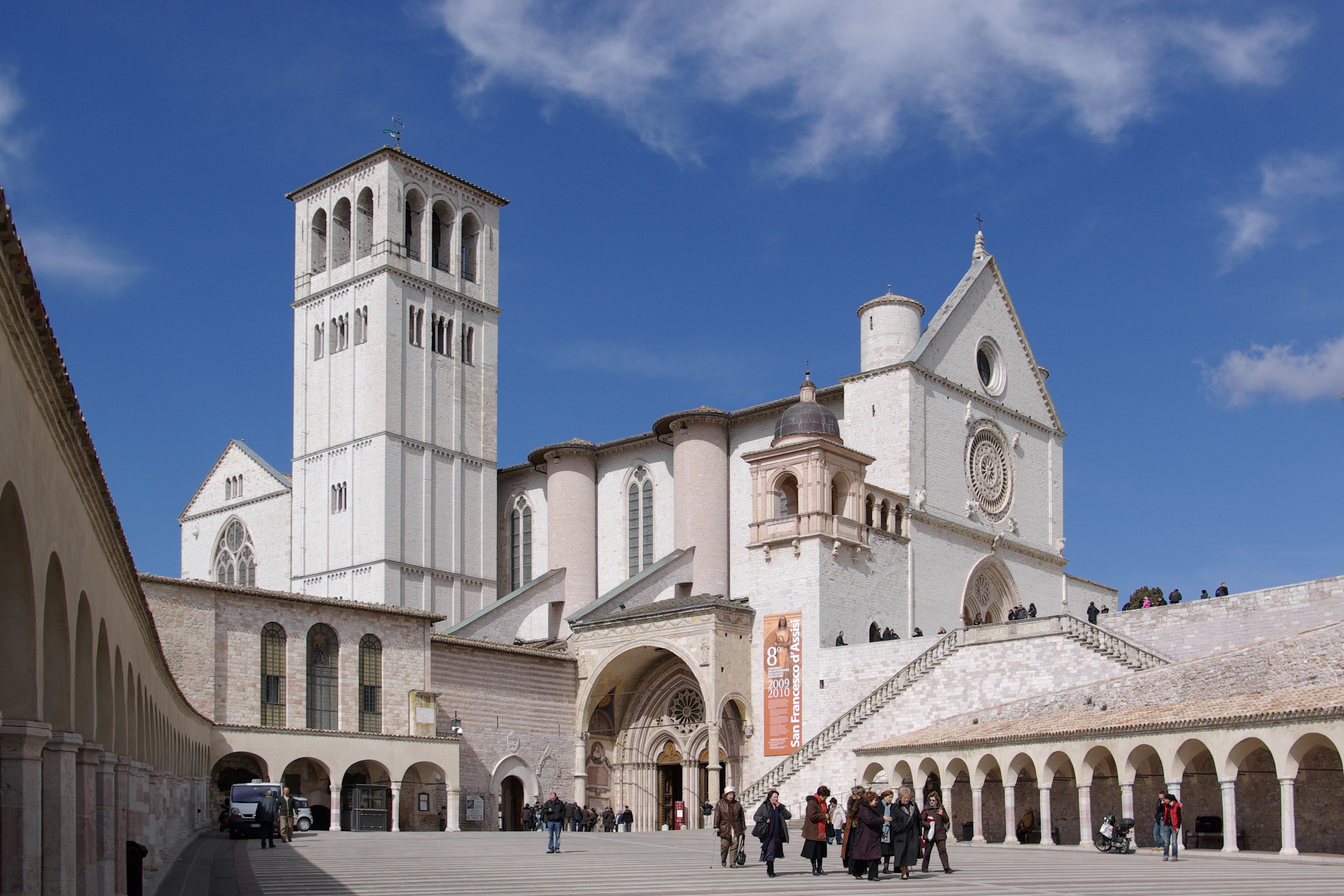
Sankt Franciskus basilika i Assisi
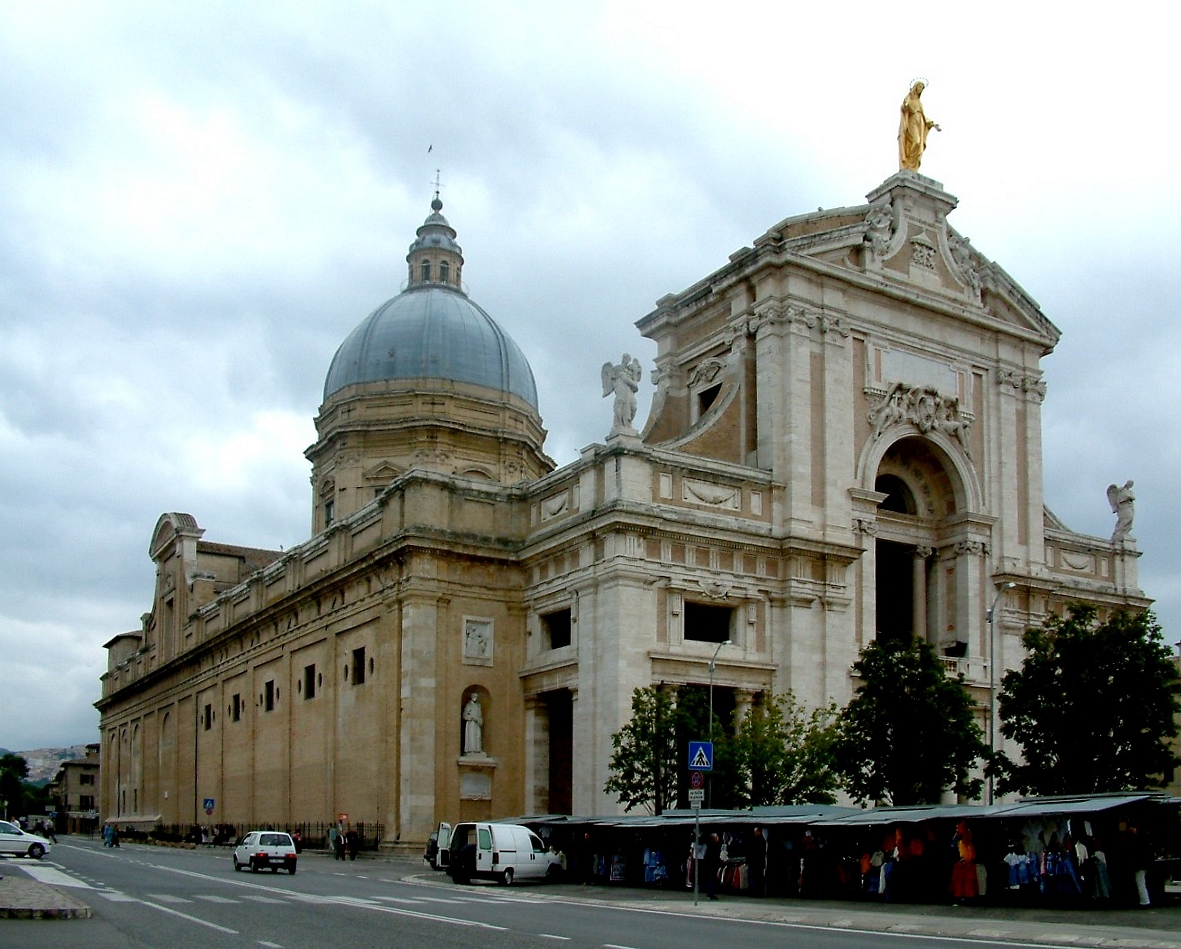
Basilica Papale Santa Maria degli Angeli i Assisi

### Pontifikala mindre basilikor
Det finns fem pontifikala mindre basilikor i Sydeuropa (fyra i Italien och en i Spanien). Ordet "pontifikal" kommer från titeln pontifex (latin för överstepräst) för en biskop, men brukar särskilt gälla påven såsom biskop av Rom och såsom ”romersk, suverän och överste pontifex.” Så även här.
De pontifikala mindre basilikorna är:
- Pontificio Santuario della Beata Vergine del Santo Rosario di Pompei i Pompeji (översätt från italienska: ”Pontifikala helgedomen för den välsignade jungfrun av den heliga rosenkransen i Pompeji”)
- Basilica di San Nicola (eller Basilica Pontificia di San Nicola) i Bari
- Basilica Pontificia di Sant'Antonio di Padova ("Sankt Antons pontifikala basilika") i Padua
- Basilica Pontificia della Santa Casa i Loreto
- Basílica pontificia de San Miguel i Madrid[5]

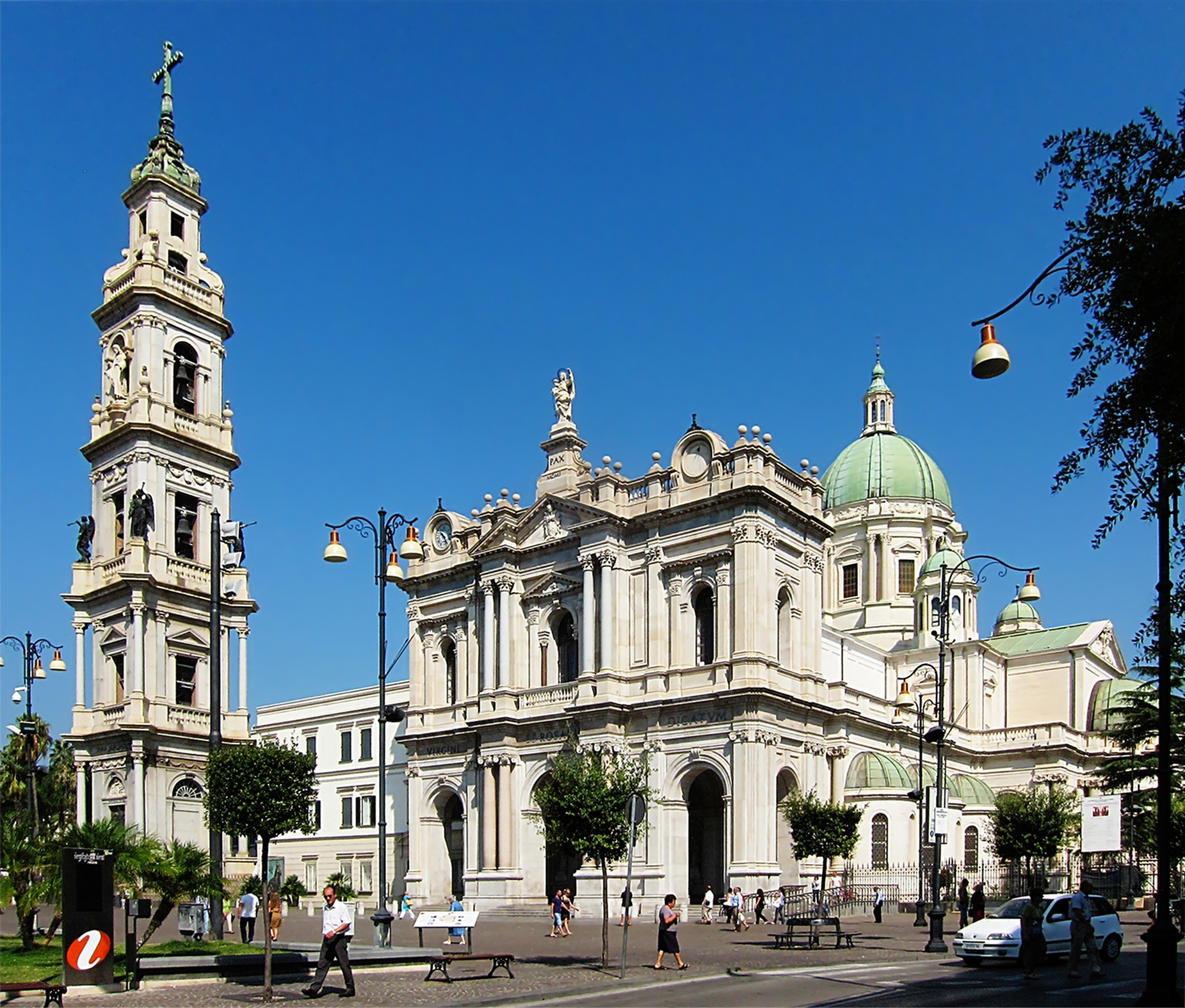
Pontificio Santuario della Beata Vergine del Santo Rosario i Pompeji
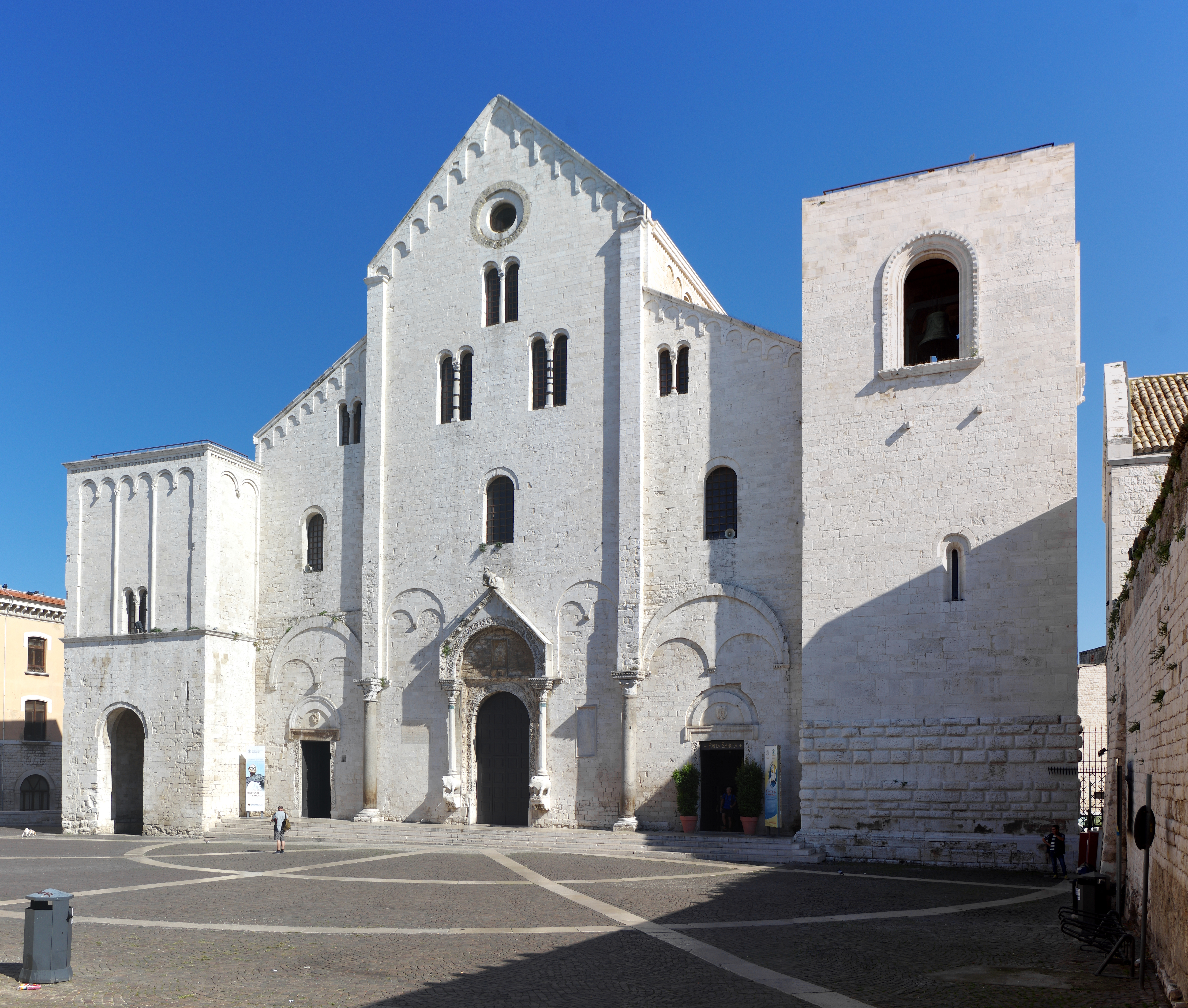
Basilica di San Nicola i Bari
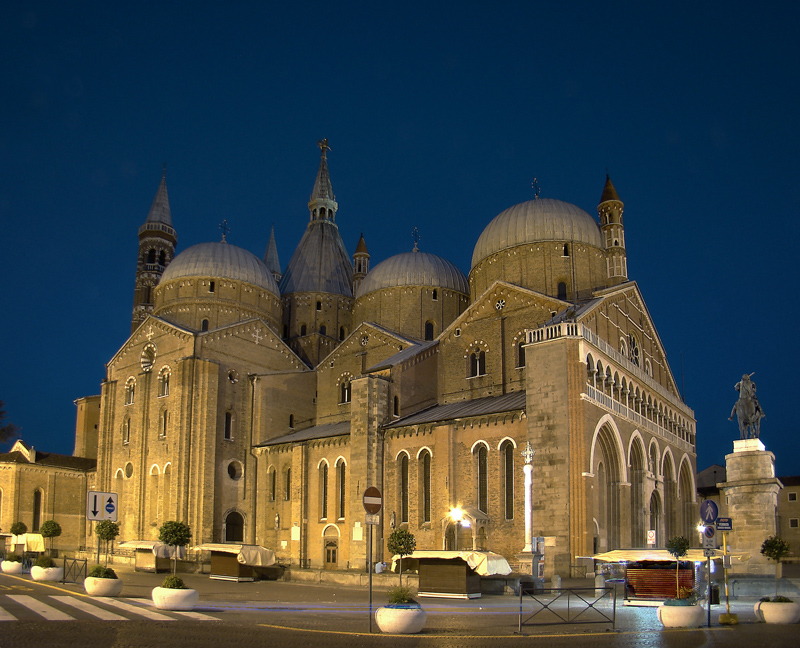
Basilica Pontificia di Sant'Antonio di Padova i Padua
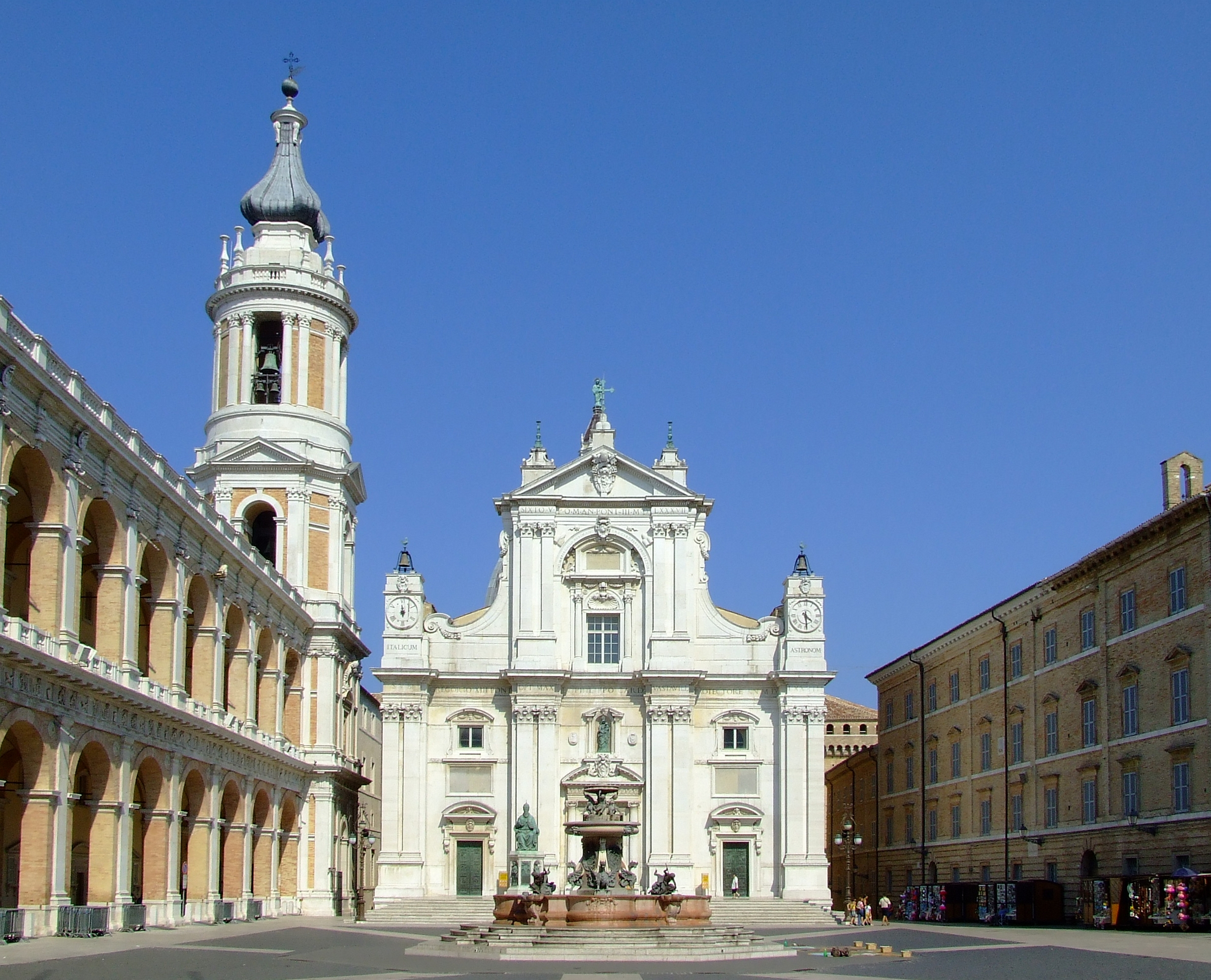
Basilica Pontificia della Santa Casa i Loreto
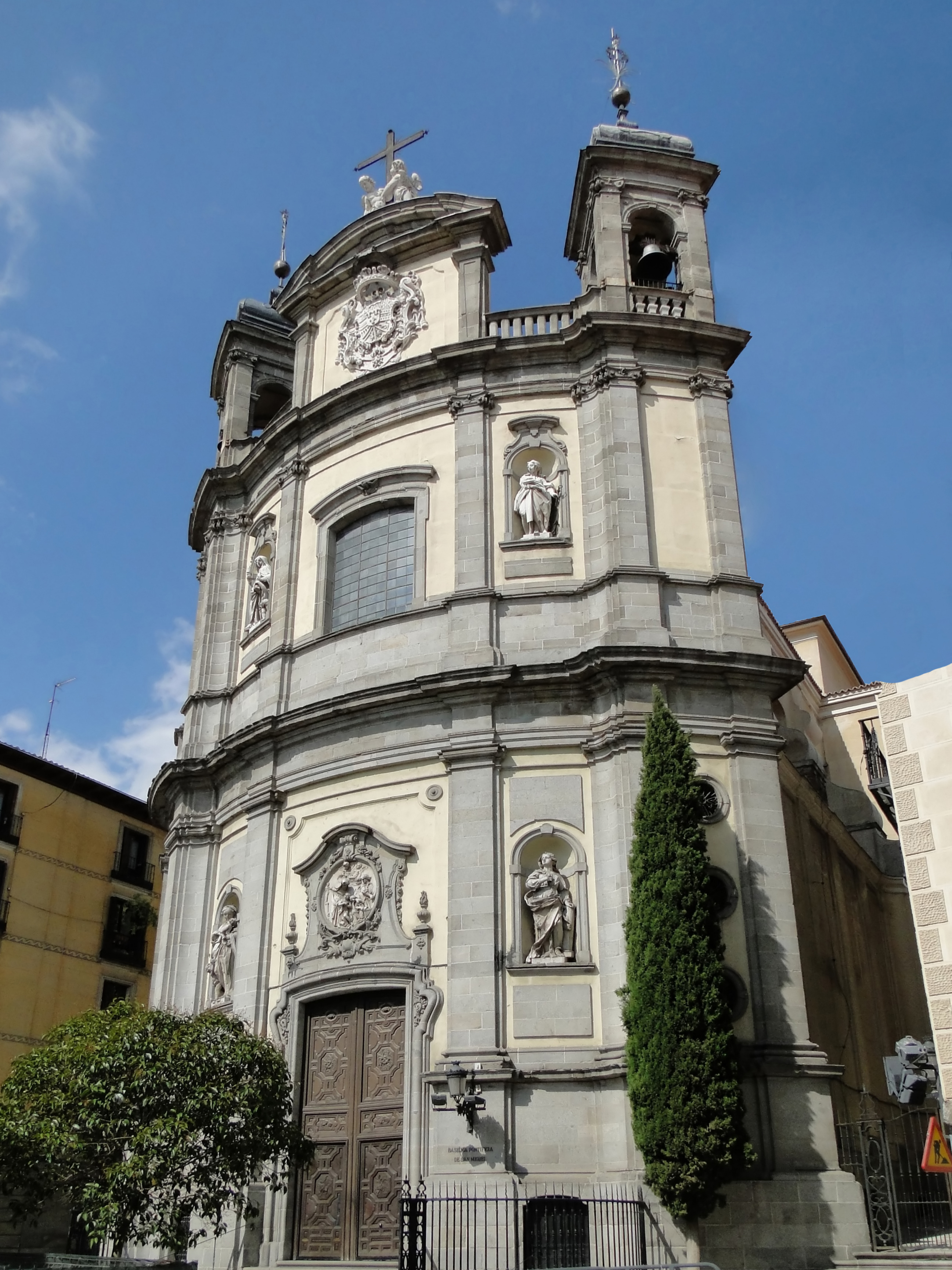
Basílica pontificia de San Miguel i Madrid

### Patriarkala mindre basilikor
Dessutom finns det endast två patriarkala mindre basilikor i världen. De ligger båda vid Adriatiska havets nordkust i nordöstra Italien, en i Venedig och en i Aquileia. Dessa kyrkor är eller har varit säte för patriarker: patriarken av Venedig och den forna patriarken av Aquileia. De är:
- Markuskyrkan i Venedig (officiellt på italienska: Basilica Cattedrale Patriarcale di San Marco, som dock oftast förkortas till vardags som Basilica di San Marco).
- Sankta Marie himmelsfärds patriarkala basilika i Aquileia (Basilica di Santa Maria Assunta).

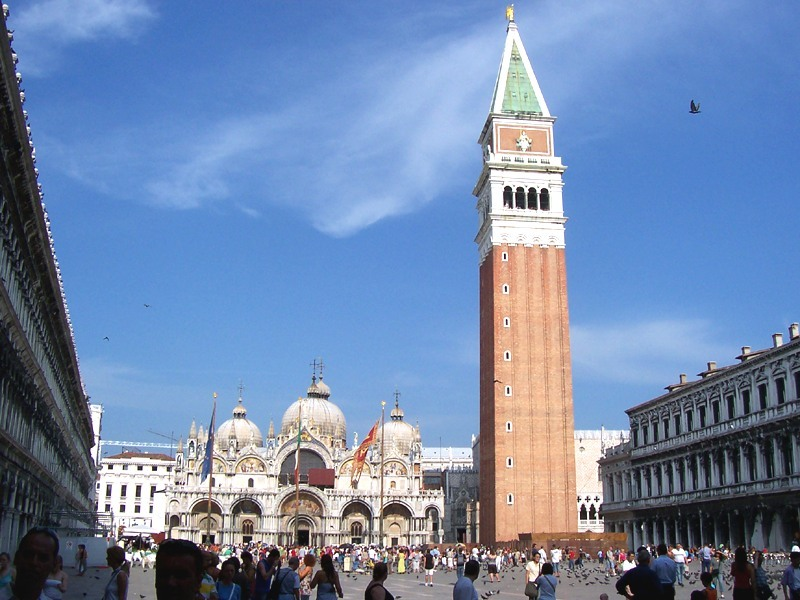
Markuskyrkan i Venedig
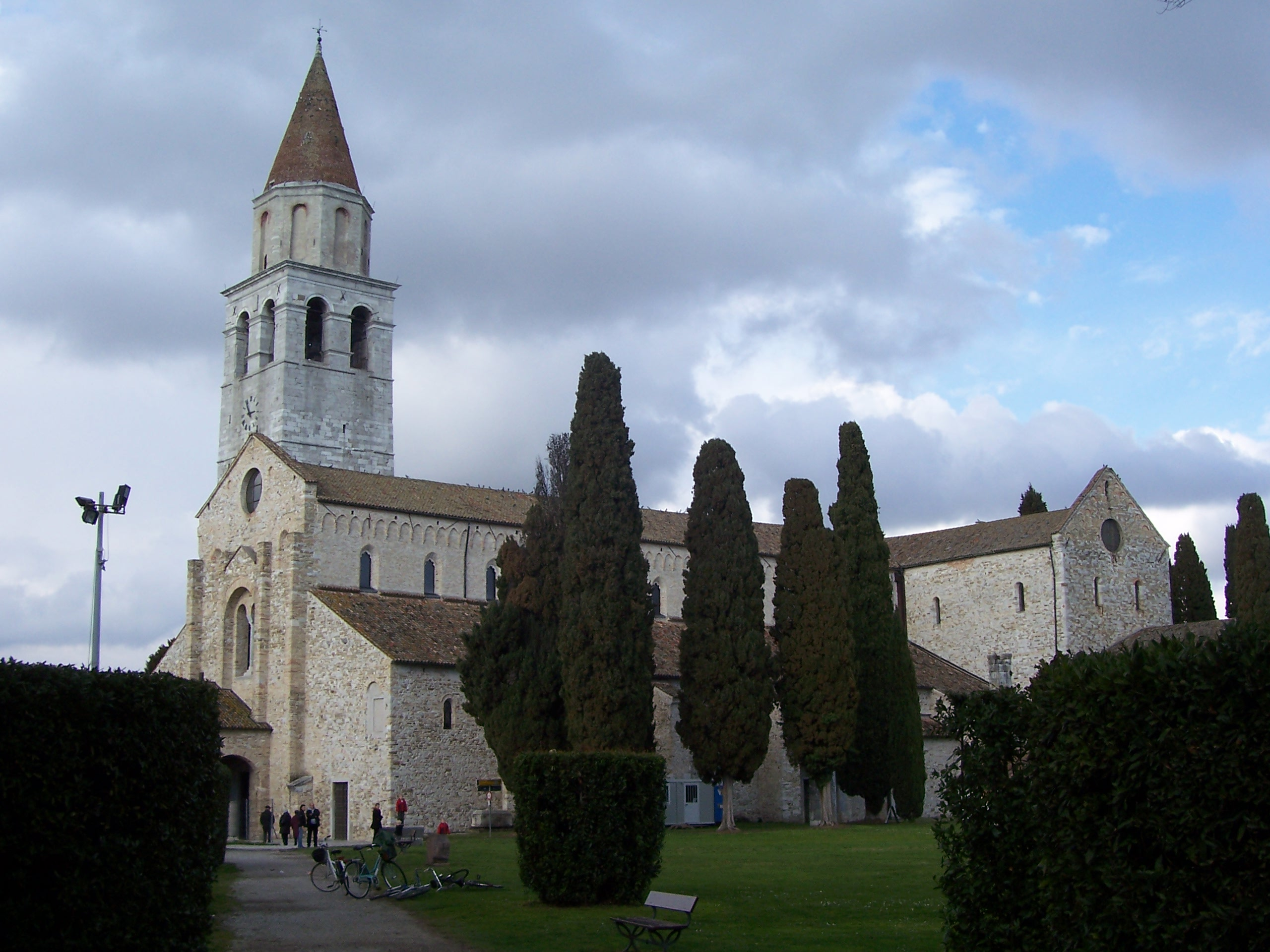
Basilica di Santa Maria Assunta i Aquileia.

Andra katedraler, som är säte för patriarker, av dem har flera ännu inte blivit basilikor (mindre basilikor). Dessa är främst: katedralen i Lissabon i Portugal samt Sankta Katarina patriarkala katedral i Goa Velha (Gamla Goa) i Indien.

## Basilikor som pilgrimskyrkor
Under modern tid har viktiga pilgrimskyrkor alltmer fått titeln mindre basilika.[källa behövs] Enligt en uppgift från biskop Francesco Giogia år 1999 var Guadalupebasilikan i Mexico City (byggd på 1900-talet) den mest besökta katolska helgedomen i världen, följt av San Giovanni Rotondo och Santuário Nacional de Nossa Senhora Aparecida i Aparecida öster om Sao Paulo i Brasilien.[källa behövs]
Varje år, den 13 maj och 13 oktober, de betydande datumen för Fatima-uppenbarelserna, fyller pilgrimer landsvägen som leder till basilikan i Fátima med folkmassor som närmar sig en miljon varje dag. I december 2009 slog basilikan Vårfru av Guadalupe ett nytt rekord med 6,1 miljoner pilgrimer under en fredag och lördag för årsdagen av en uppenbarelse som påstås ha skett på 1500-talet, se Vår Fru av Guadalupe.
Vidare besöker miljontals pilgrimer pilgrimsmålen och basilikorna Vårfruhelgedomen i Lourdes i sydligaste Frankrike och Vårfruhelgedomen av rosenkransen i Fátima i Portugal. (I Fátima finns även en modern basilika i betong i helgedomsområdet: Treenighetsbasilikan.) Pilgrimsbasilikor fortsätter att locka över 30 miljoner pilgrimer varje år.[källa behövs]
I Republiken Irland finns två pilgrimsbasilikor: Basilica Shrine of Our Lady of Knock, Queen of Ireland (i den lilla orten Knock), samt Saint Patrick's Basilica eller Baisleac Naomh Pádraig på ön Station Island i sjön Lough Derg på gränsen mellan Irland och Nordirland. Det senare pilgrimsmålet kallas även Saint Patrick's Purgatory (”Sankt Patriks skärseld”).

### Bilder på kända pilgrimskyrkor

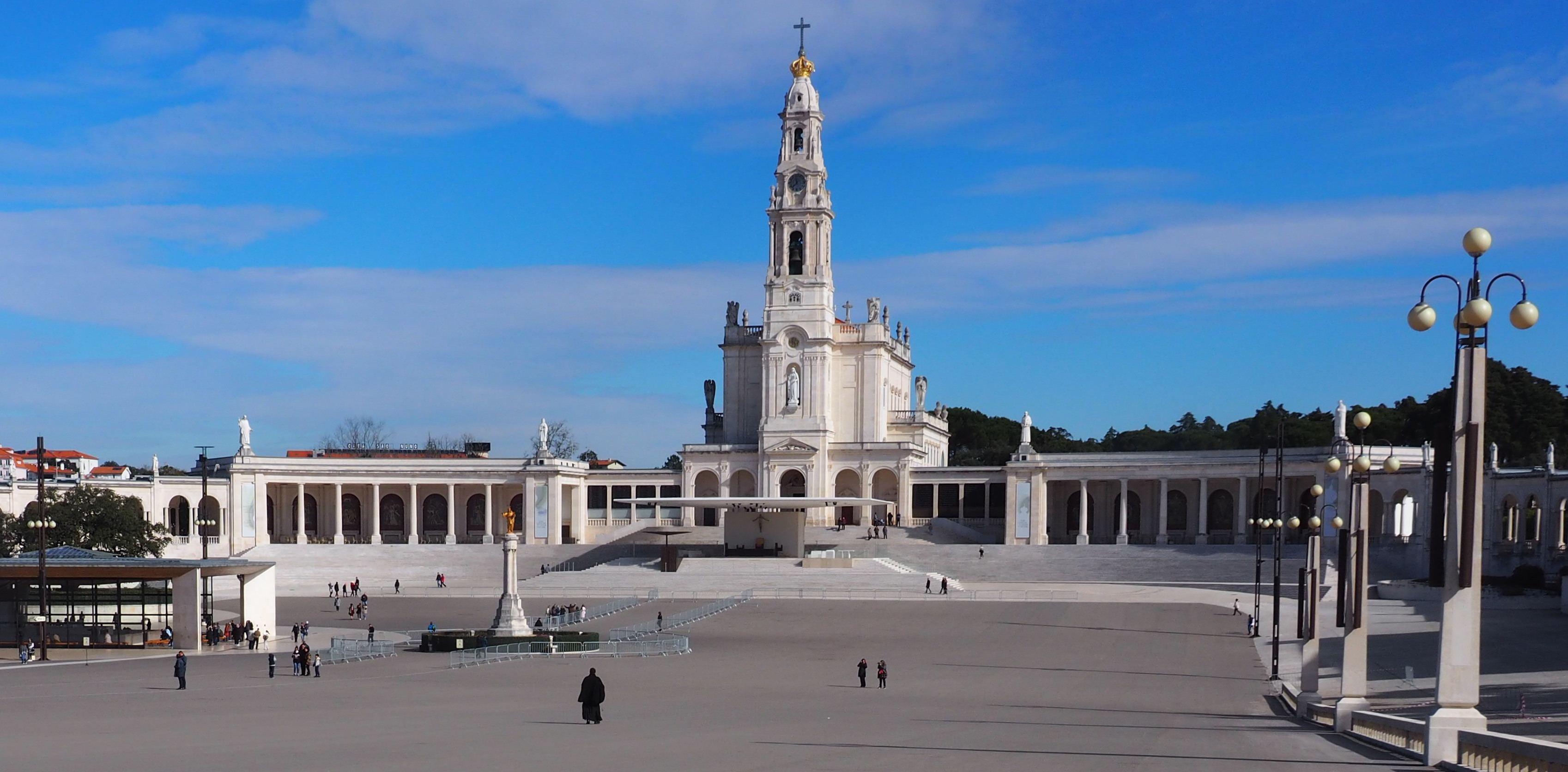
Huvudbasilikan i Fátima i Portugal, tillägnad Vår Fru av Fátima
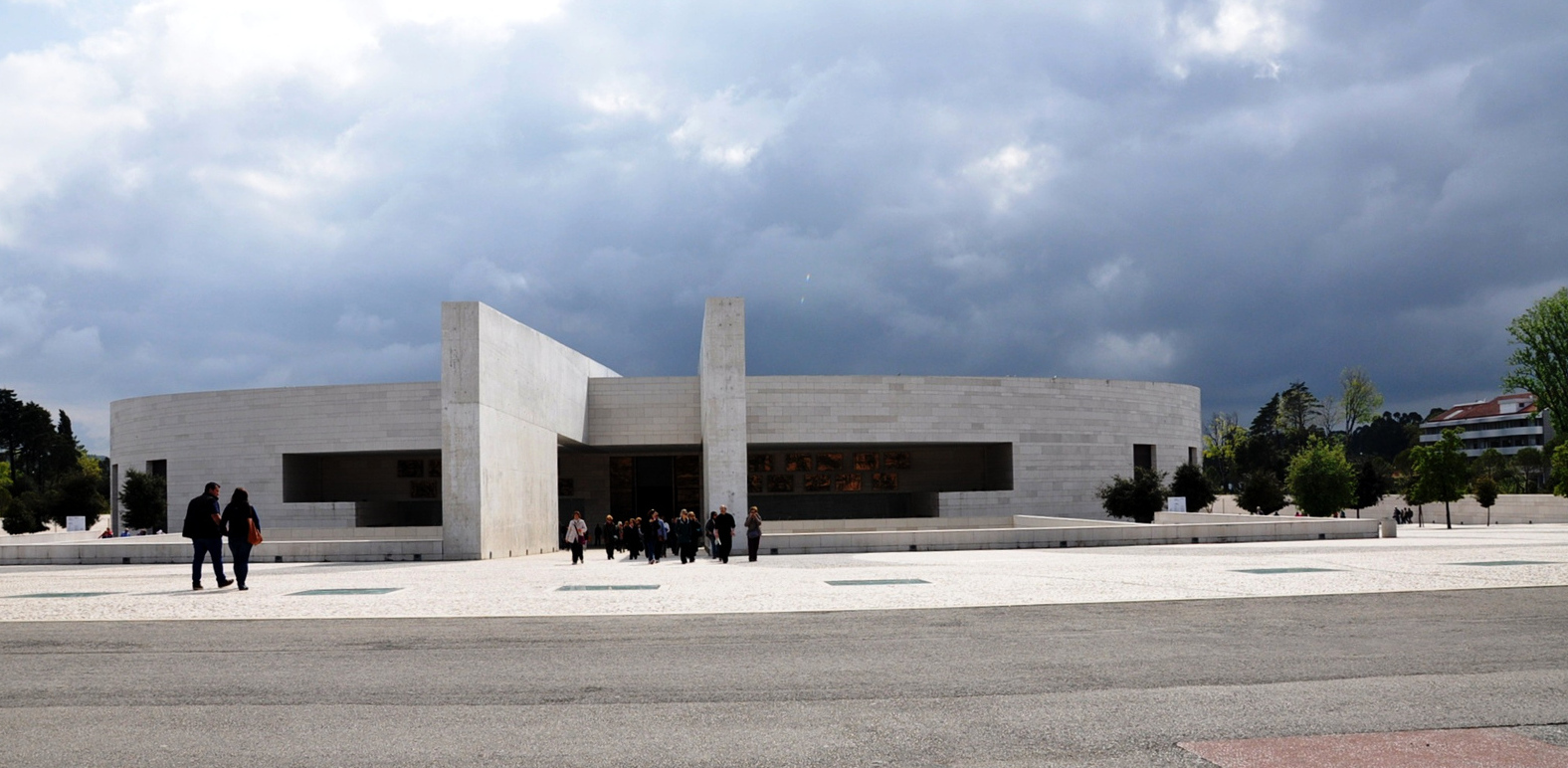
Treenighetsbasilikan i Fátima i Portugal.
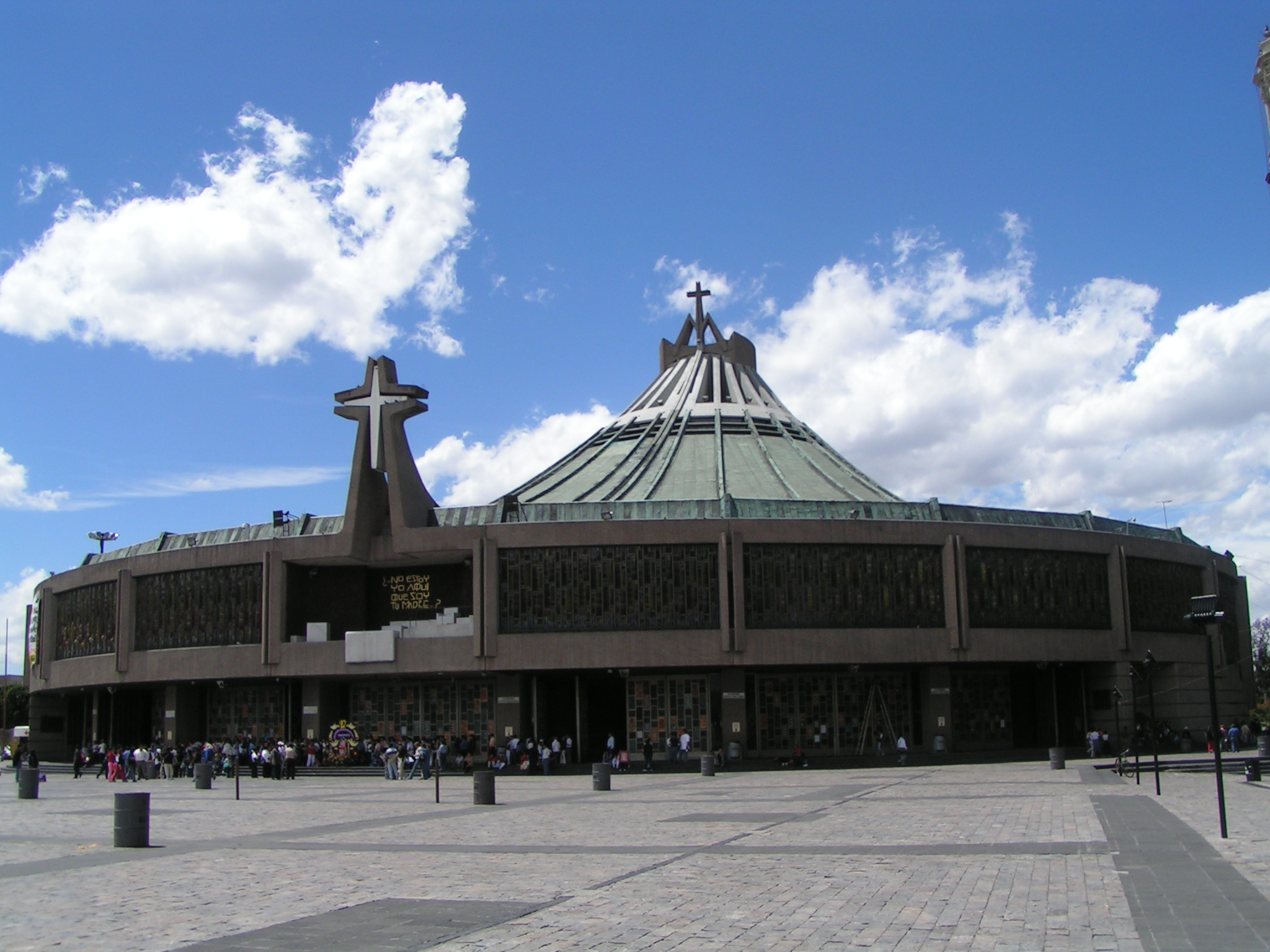
Den nya Guadalupebasilikan i Mexico City.
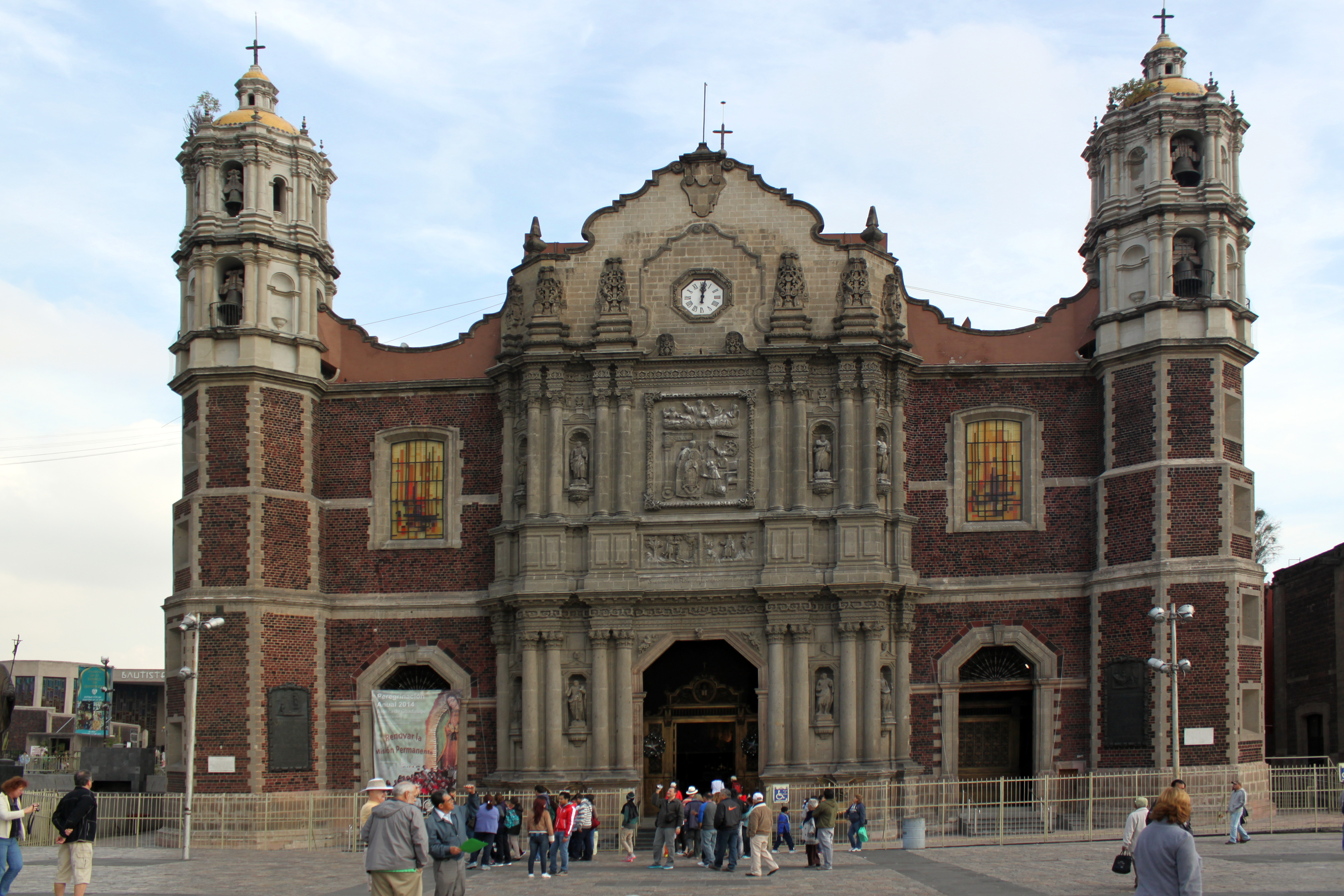
Den äldre Guadalupebasilikan.
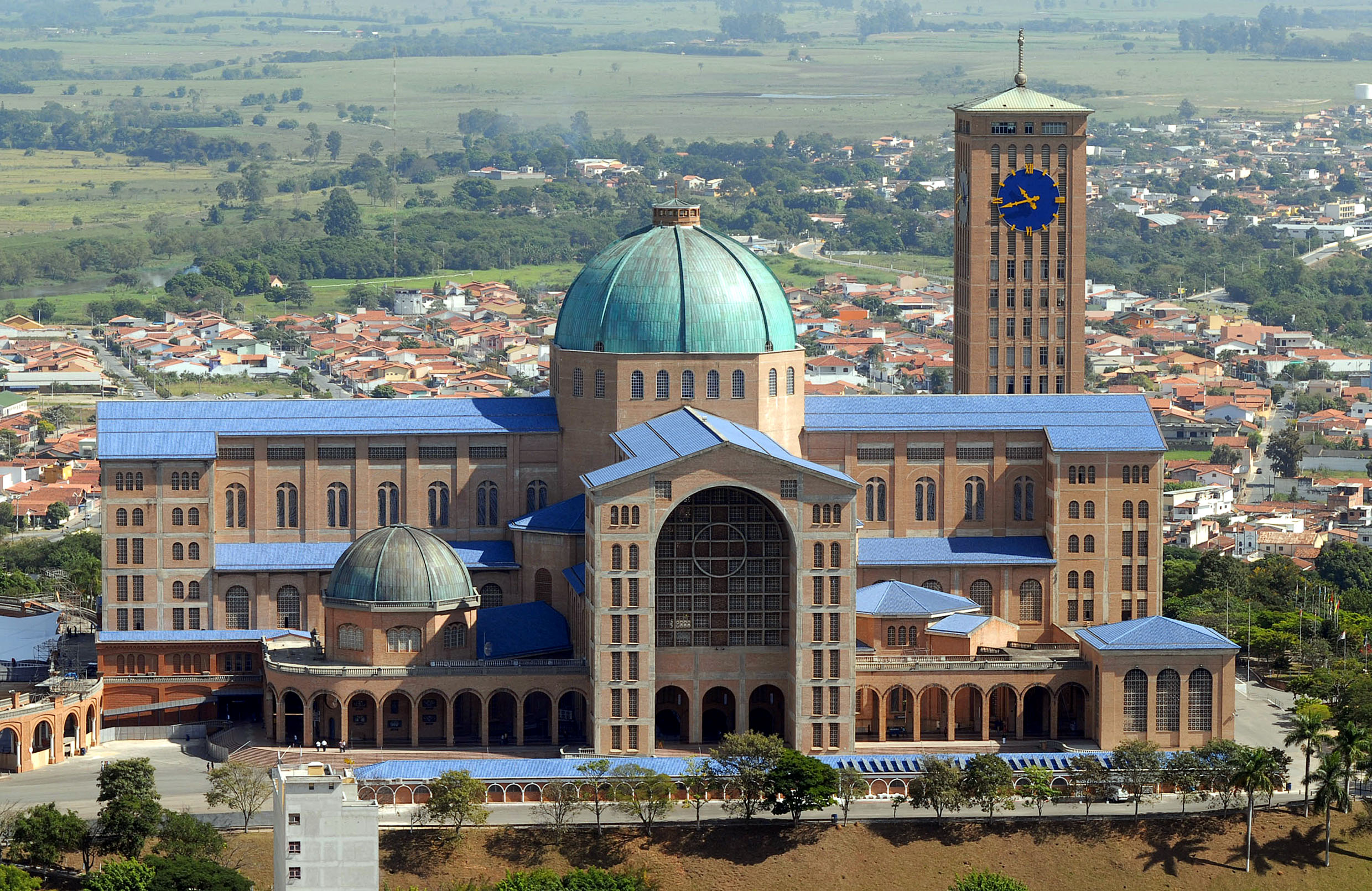
Catedral Basílica do Santuário Nacional de Nossa Senhora Aparecida är en katedral och basilika i staden Aparecida mellan Sao Paulo och Rio de Janeiro i Brasilien. Den är en av världens största kyrkor och ett viktigt pilgrimsmål i landet. Högaltaret invigdes den 4 juli 1980 av Johannes Paulus II och kyrkan började användas 1982 efter cirka 50 års byggtid.[24][a]
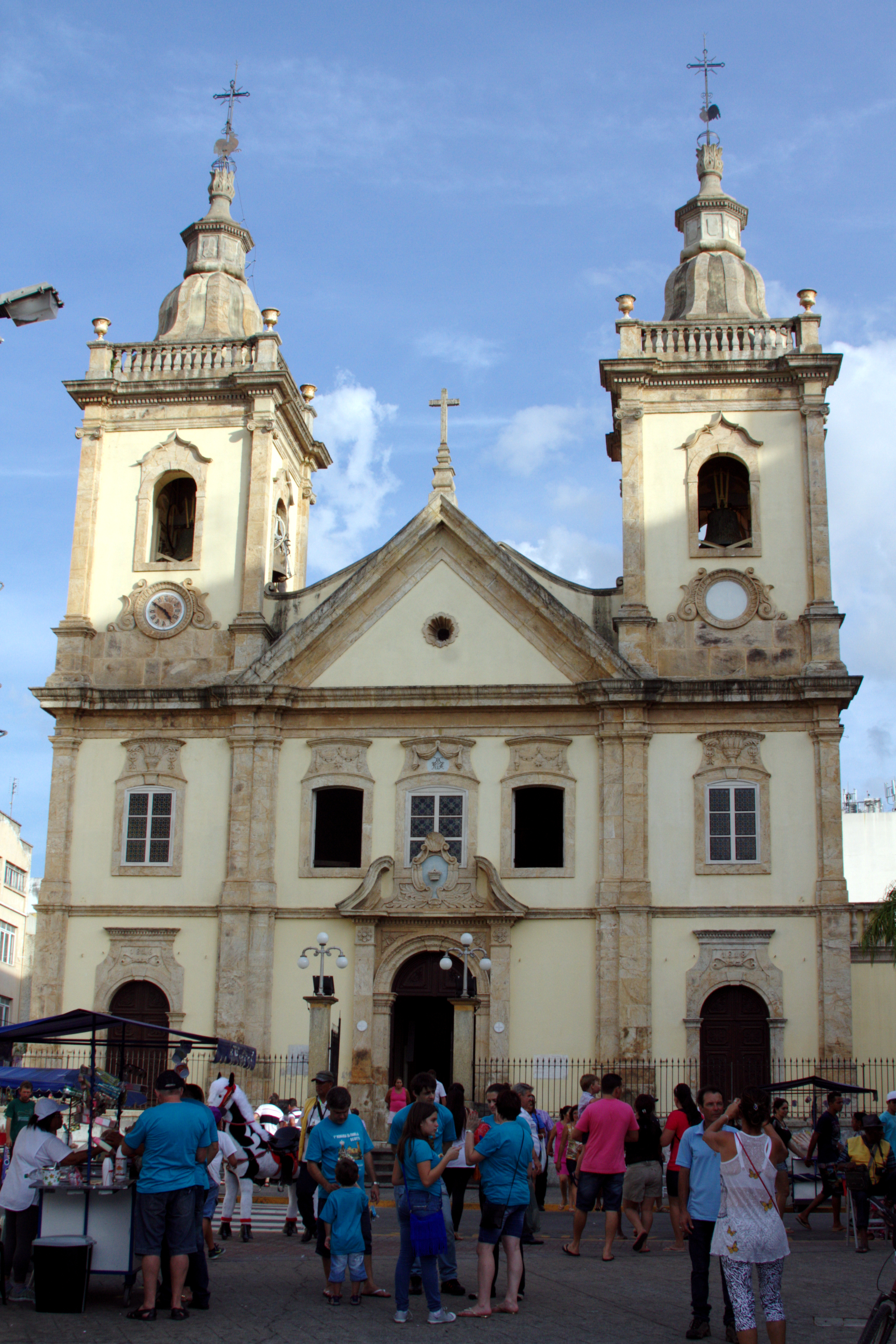
Den gamla basilikan i Aparecida.
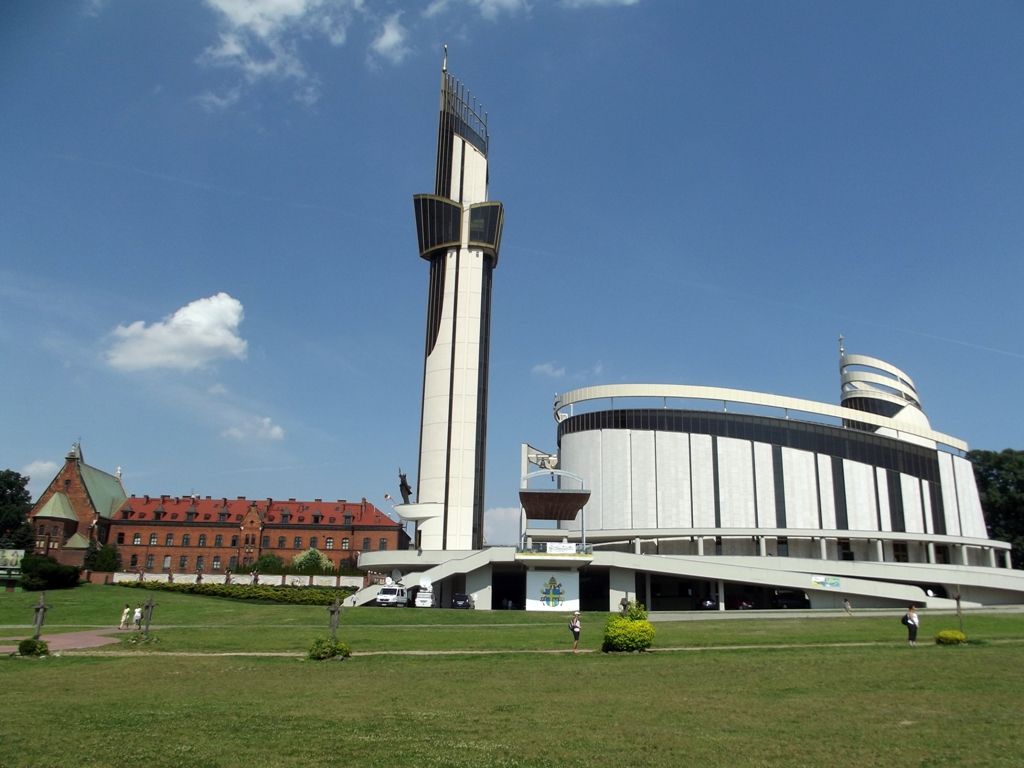
Basilikan Sanktuarium Bożego Miłosierdzia "helgedomen för den gudomliga barmhärtigheten", byggd 2002 i Kraków i Polen. Den tog emot 2 miljoner pilgrimer 2011.

## Statistik
I slutet av år 2020 fanns det i hela världen 1876 romersk-katolska kyrkobyggnader som hade hedersbenämningen basilika. I världen fördelas de enligt följande:
| Region                       | Basilikor |
| ---------------------------- | --------- |
| Västeuropa                   | 1111      |
| Östeuropa                    | 244       |
| Nordamerika                  | 152       |
| Centralamerika               | 26        |
| Sydamerika                   | 240       |
| Södra och östra Asien        | 59        |
| Centrala och sydvästra Asien | 12        |
| Oceanien                     | 8         |
| Västra och norra Afrika      | 14        |
| Östra och centrala Afrika    | 9         |
| Södra Afrika                 | 1         |
| Totalt                       | 1876      |

## Bildgalleri

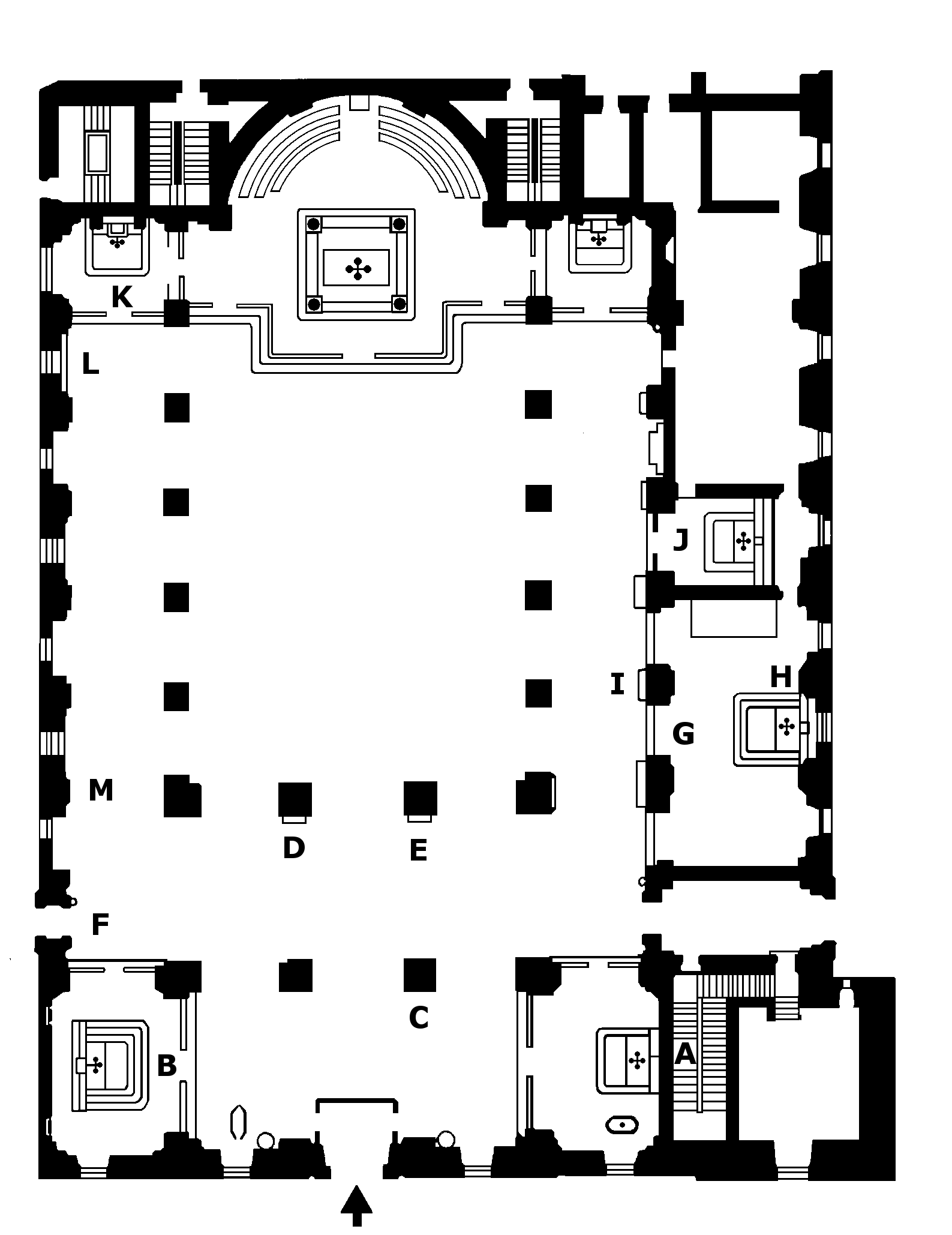
Planritning över San Lorenzo in Damaso, en basilika i Rom. Den är även byggd som en arkitektonisk basilika med mittskepp och längsgående sidoskepp.
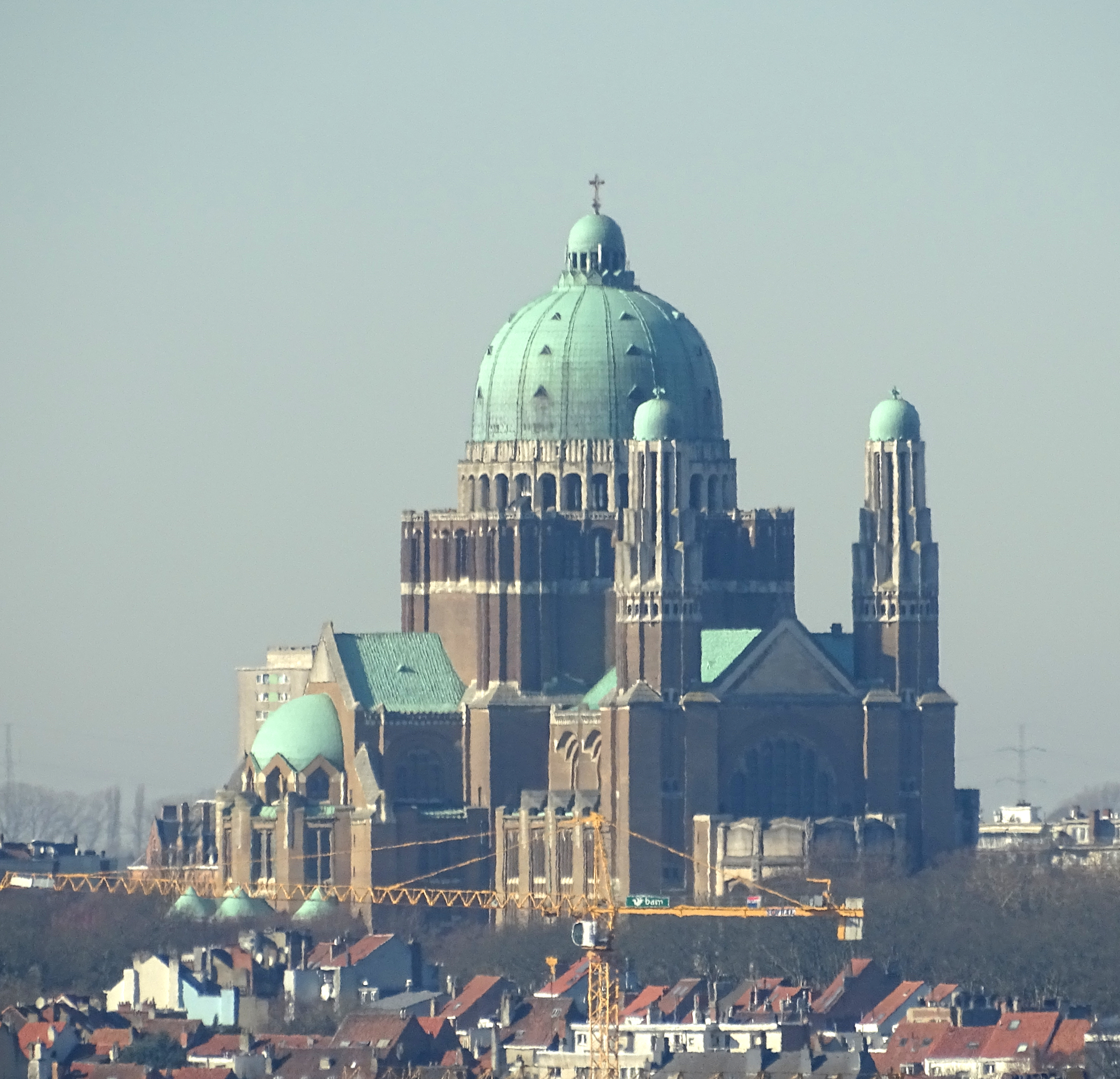
Koekelbergbasilikan i Bryssel i Belgien är en av världens största kyrkor.[a] Dess officiella namn är på franska: Basilique Nationale du Sacré-Cœur och på flamländska: Nationale Basiliek van het Heilig-Hart (”Heliga hjärtats nationella basilika”).
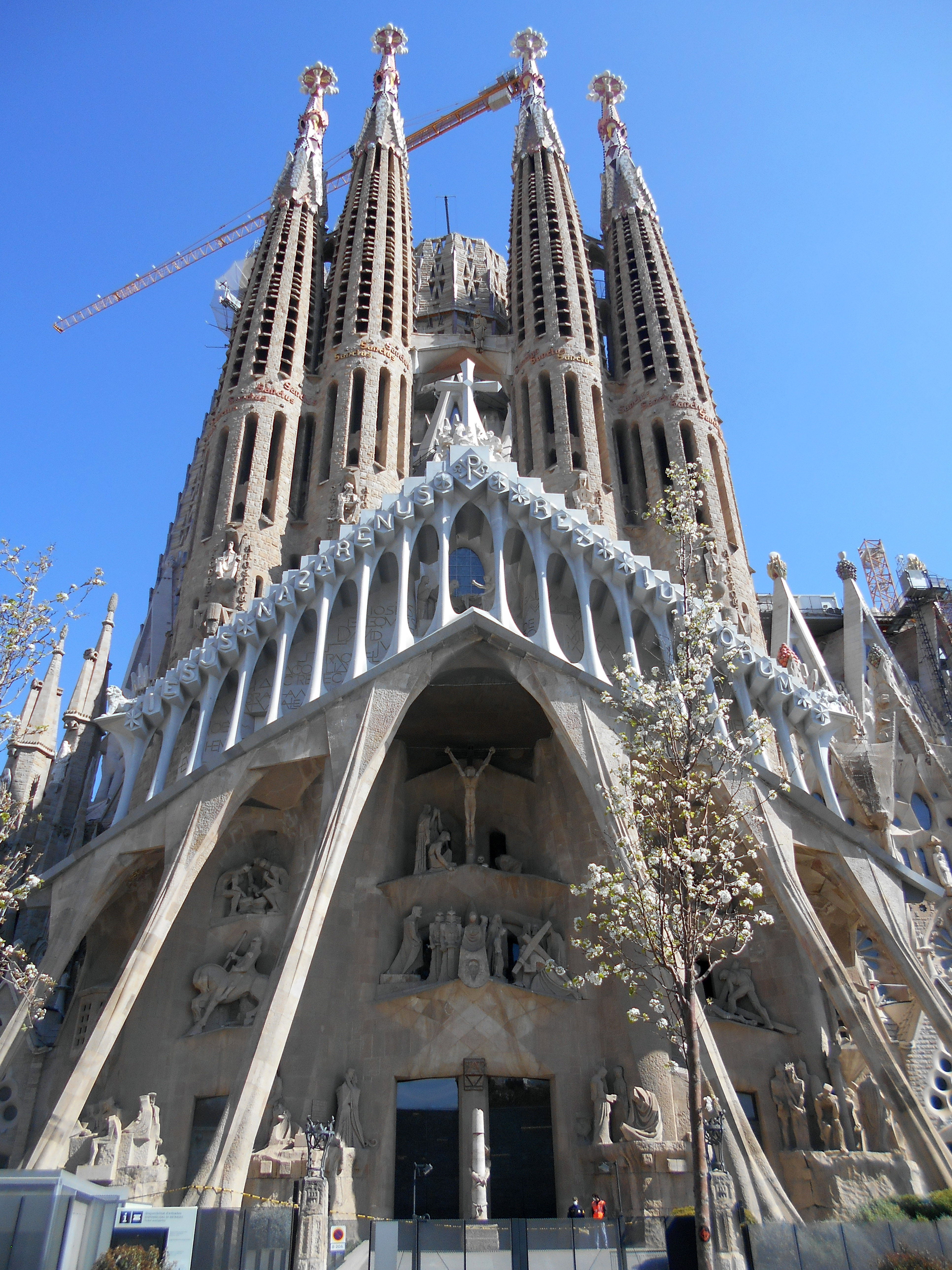
Sagrada Família är en basilika i Barcelona i Spanien.
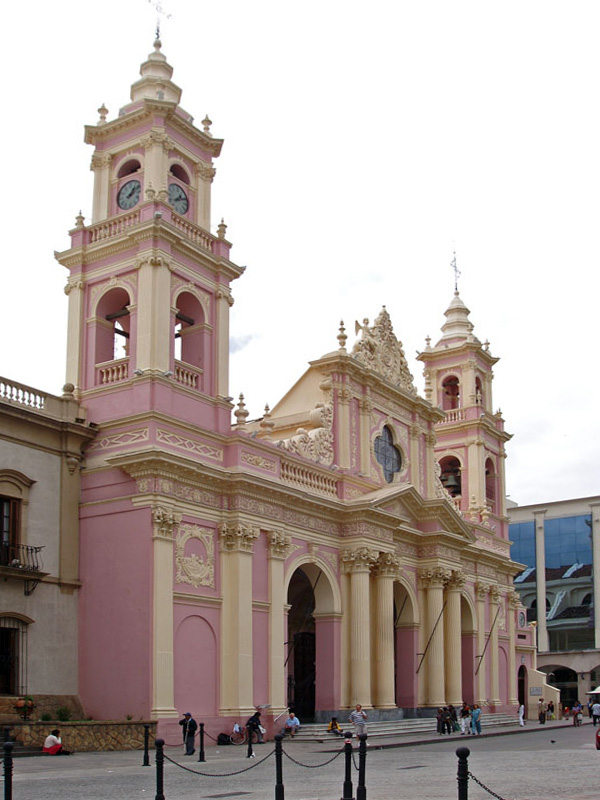
Catedral Basílica de Salta eller bara Catedral de Salta är en basilika och katedral i Salta i Argentina.
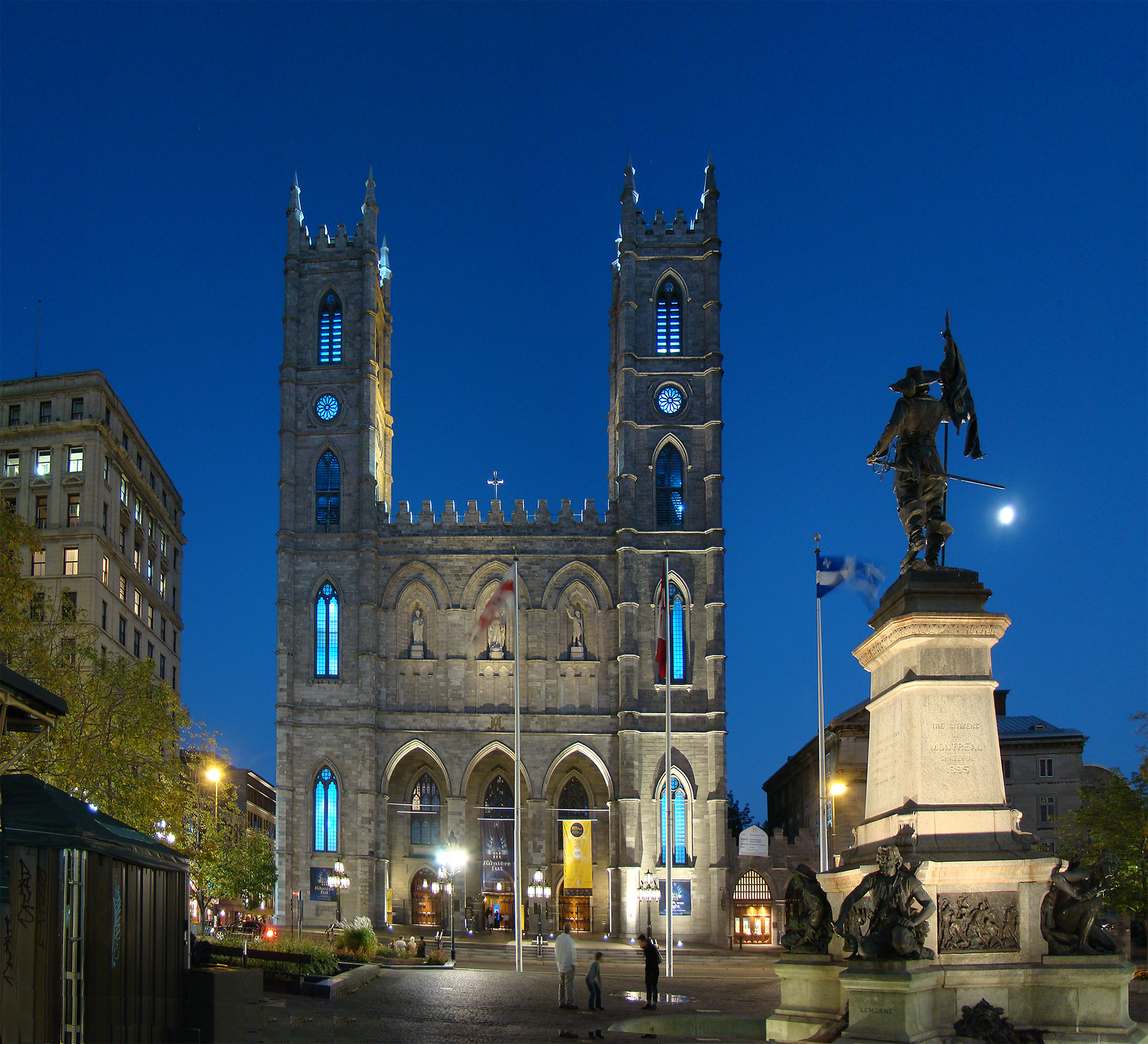
Basilique Notre-Dame de Montréal, i Montreal i Kanada.
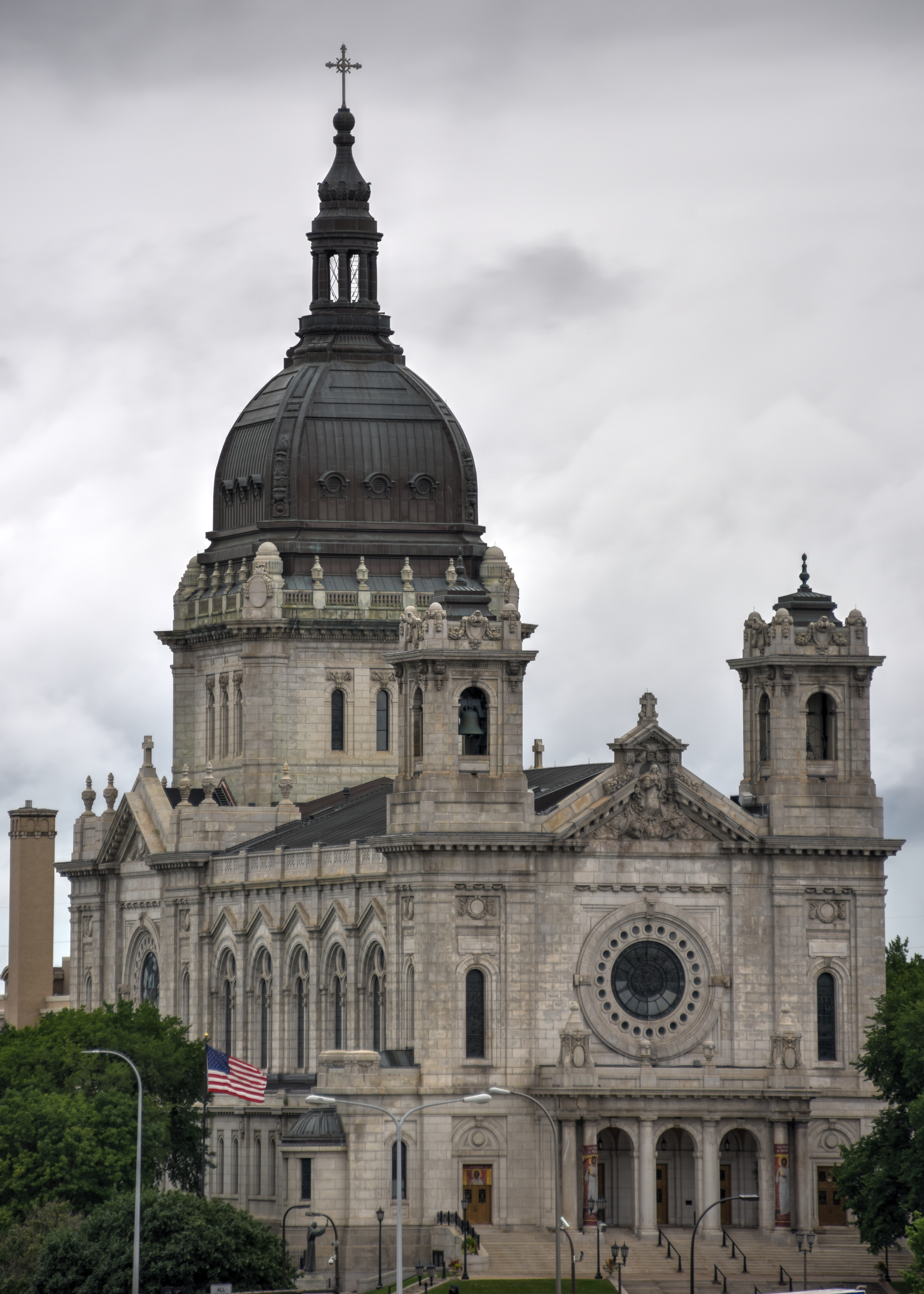
Basilica of Saint Mary i Minneapolis, Minnesota. Den är den första kyrkan i USA som blev upphöjd till basilika.
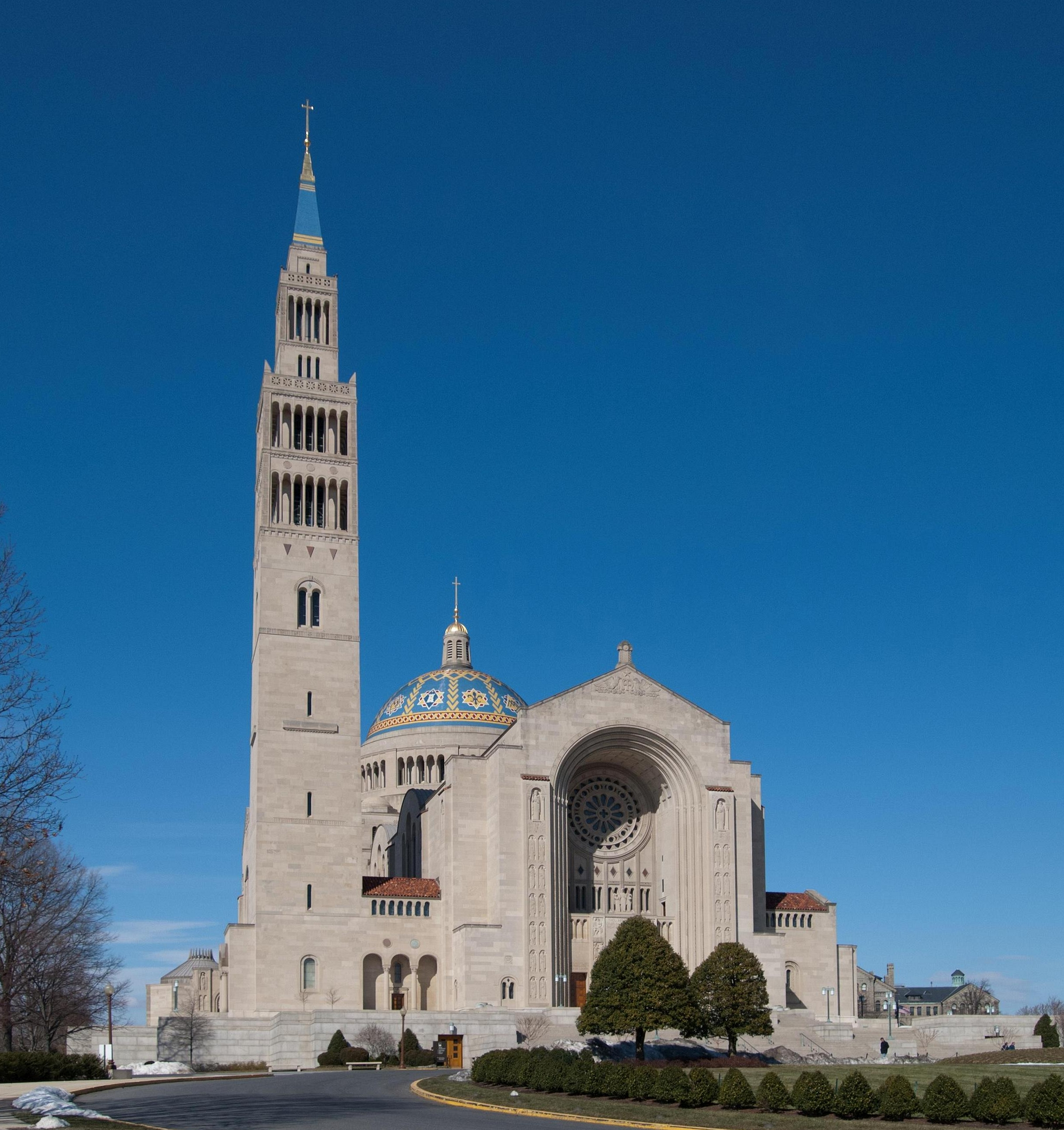
Basilica of the National Shrine of the Immaculate Conception i Washington D.C. Den är en av katolicismens viktigaste kyrkor i USA och är en av världens största kyrkor.[a]
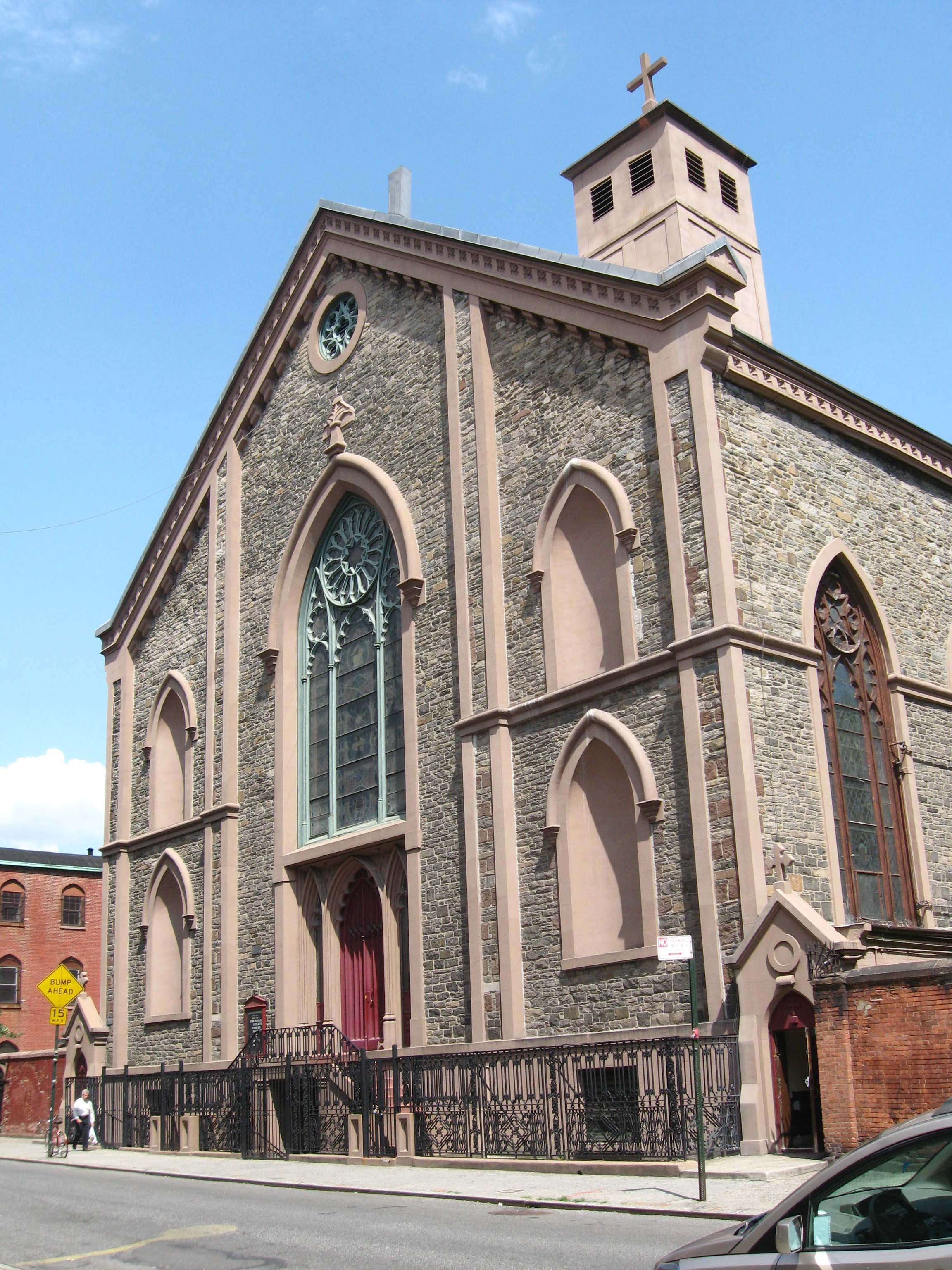
Basilica of St. Patrick's Old Cathedral i New York (”Sankt Patriks gamla katedral” i New York, numera ”Basilikan Sankt Patriks gamla katedral”).
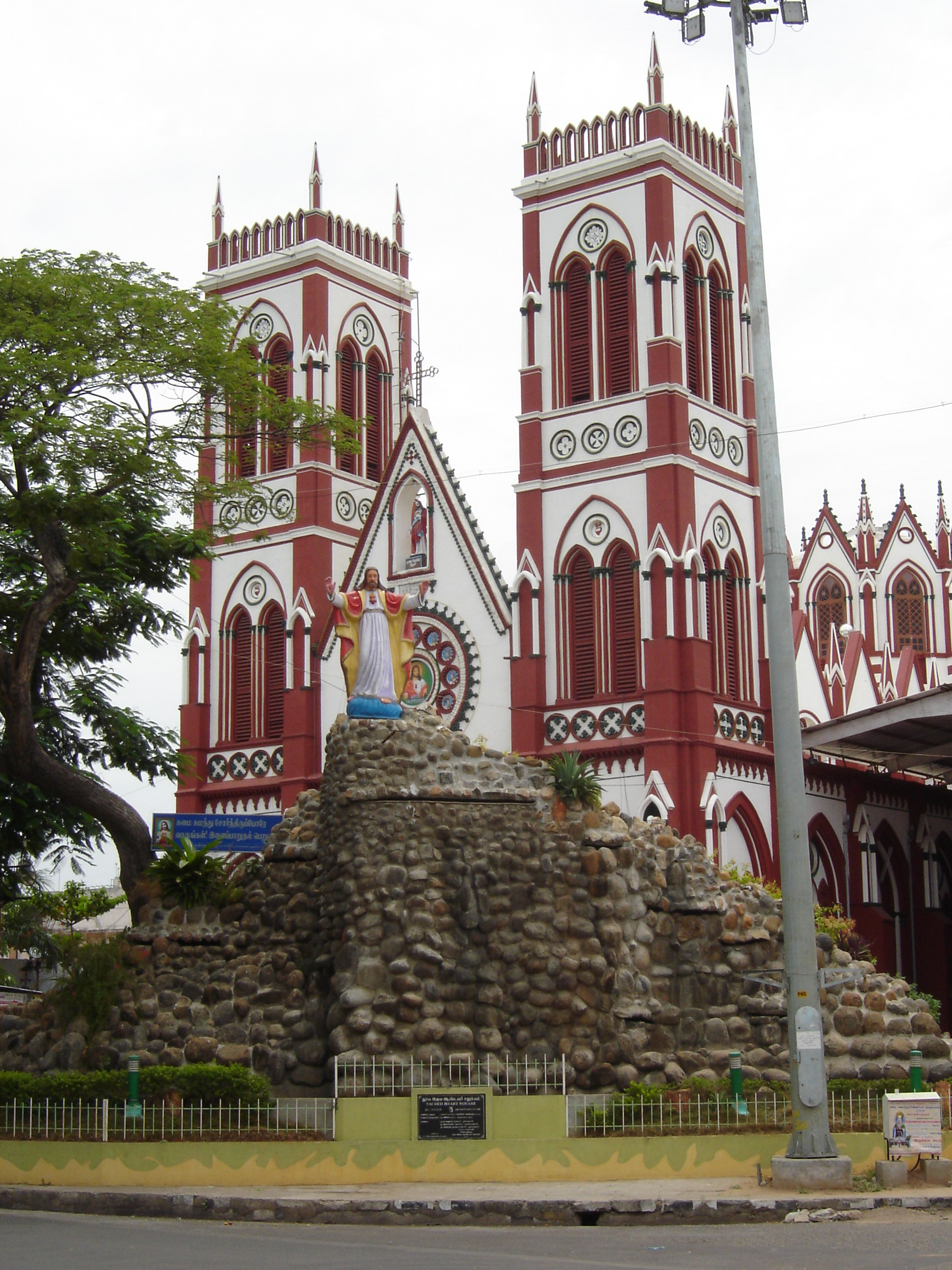
Basilica of the Sacred Heart of Jesus, ”Jesu heliga hjärtas basilika” i Pondicherry i Indien
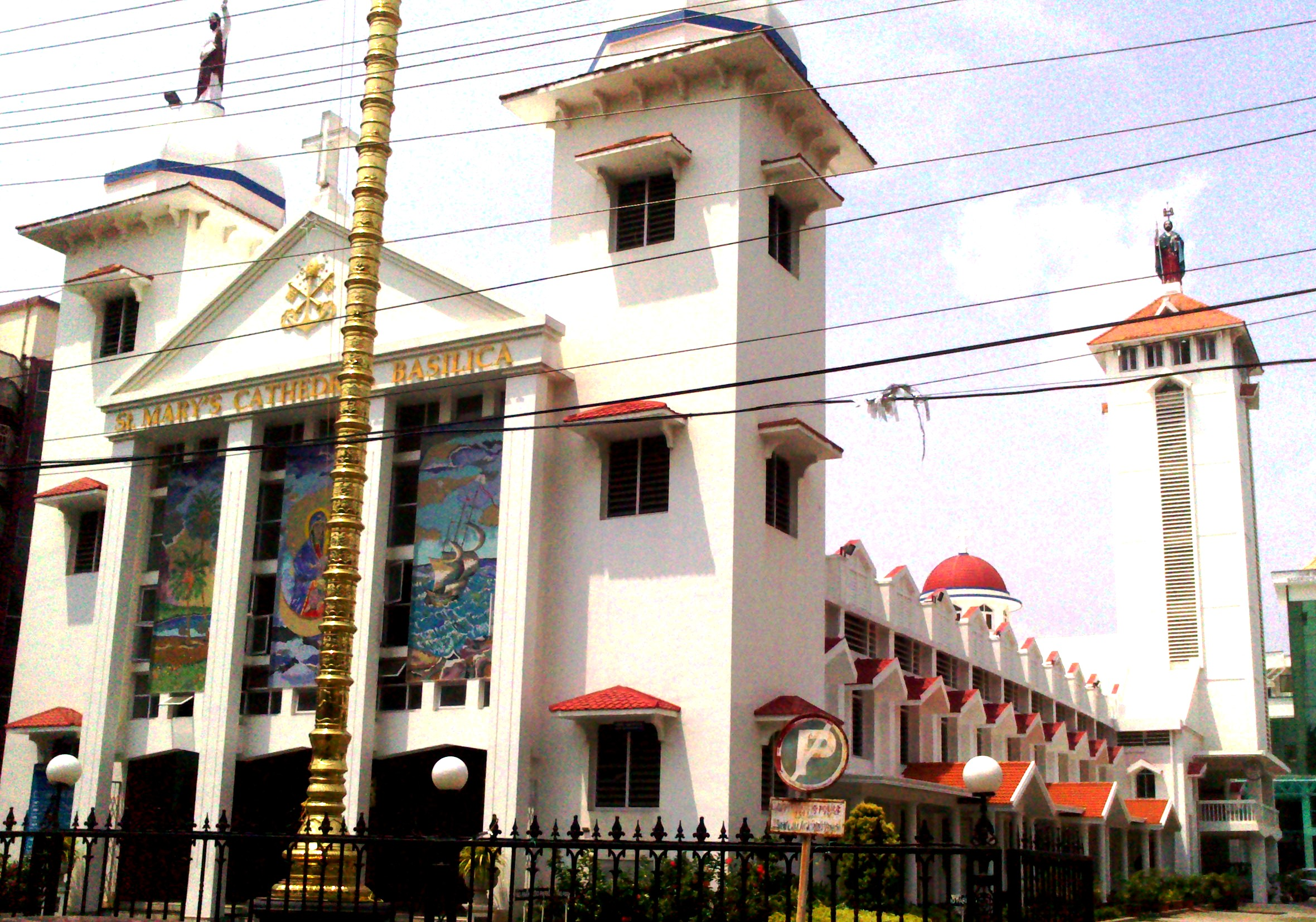
St. Mary’s Syro-Malabar Cathedral Basilica i Ernakulam i Kerala, Indien. Denna katedral upphöjdes till basilika av påven Paulus VI 20 mars 1974.[25] Kyrkan hör till den Syro-malabariska katolska kyrkan i Indien.
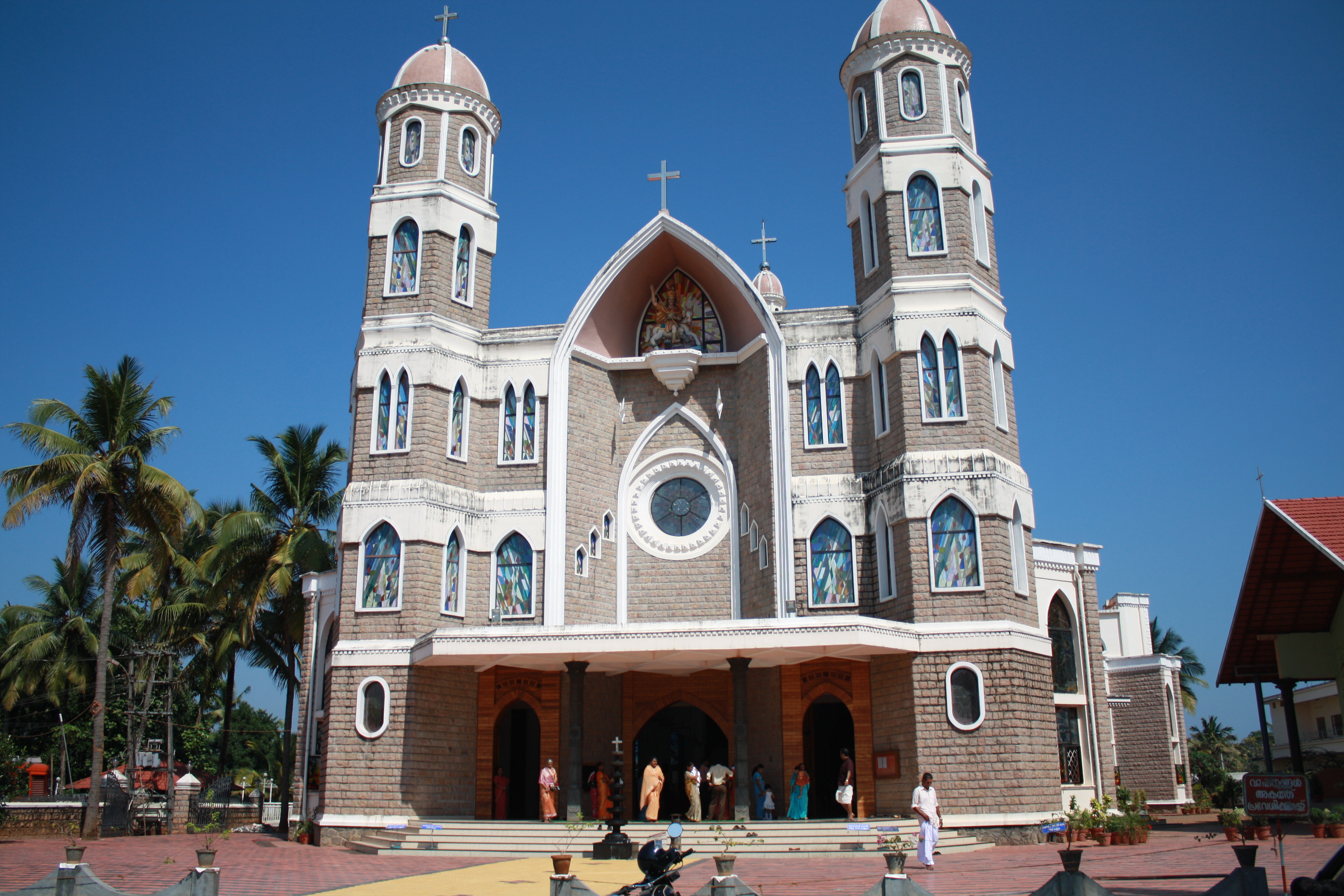
St. George Syro-Malabar Basilica, är en kyrka i Angamaly i Indien. Den upphöjdes till basilika den 24 juni 2009 av påven Benedictus XVI[26] och ligger några mil nordost om föregående katedral i Ernakulam och i samma region. Den hör också till den Syro-malabariska kyrkan.
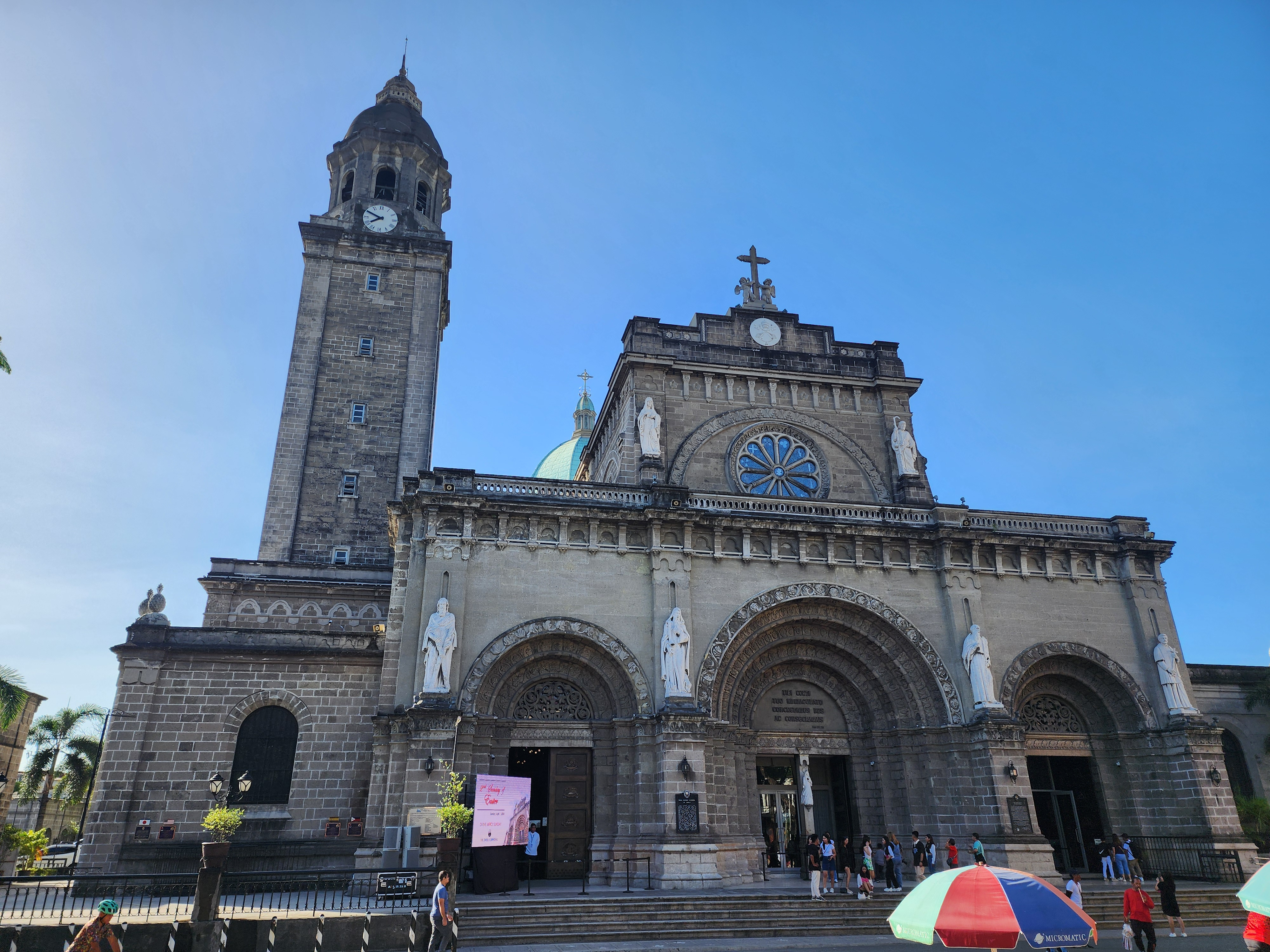
Basílica Menor y Catedral Metropolitana de la Inmaculada Concepción i Manilla, Filippinerna.
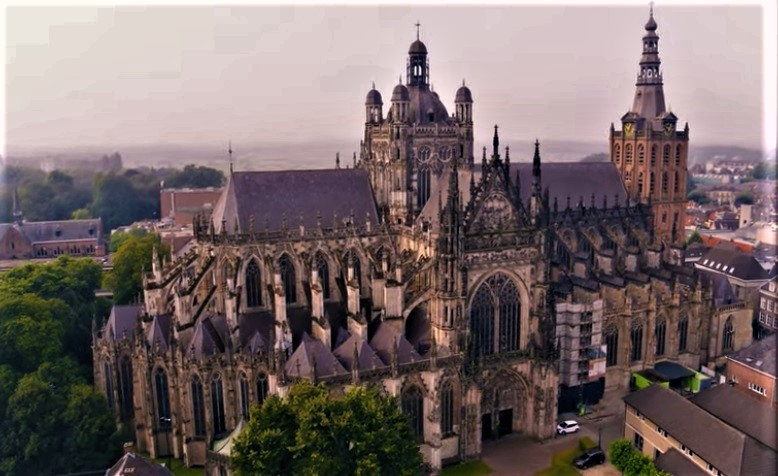
Sint Janskathedraal är både katedral och basilika i 's-Hertogenbosch i Nederländerna. Den är landets största katedral.
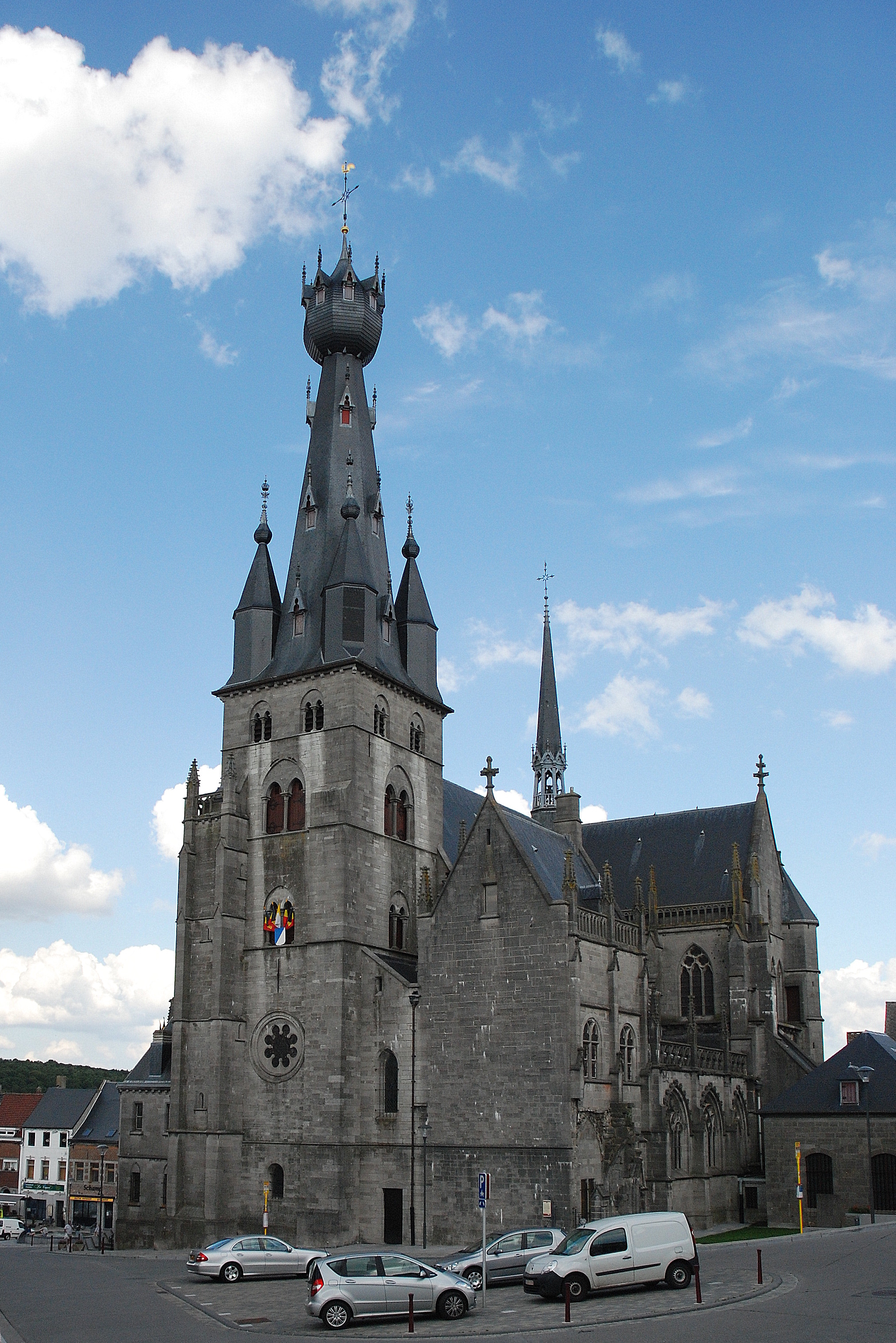
Basilique Saint-Materne (eller Basilique Notre-Dame), i Walcourt i södra Belgien (Vallonien) är byggd i gotisk stil och är ett medeltida pilgrimsmål (en medeltida vallfartsort).